# テレビ神奈川
株式会社テレビ神奈川（テレビかながわ、英: Television KANAGAWA, Inc.）は、神奈川県を放送対象地域としてテレビジョン放送を行っている特定地上基幹放送事業者である。
略称及び愛称はtvk（ティーブイケイ）。コールサインはJOKM-DTV。

## 概要
1972年4月1日に、関東地方における3番目 の独立放送局として開局した。
2004年5月10日の横浜メディアビジネスセンター内にできた現社屋への移転までは、テレビ神奈川の略称から取った「TVKテレビ」という愛称を主に使用していた。移転後は、小文字化され、「テレビ」を抜いた「tvk」が愛称として主に使用されている。なお、移転日から使用されているロゴマークは、イメージカラーの空とハイビジョンの画面比16:9、tvkの文字を模してデザイン化したものである。
放送上、局名告知ですら「テレビかながわ」の社名が使われることなく、基本的に「TVKテレビ」あるいは「tvk」で一貫している。
以後記事では、山下町時代は「TVK」あるいは「TVKテレビ」、現社屋移転後は「tvk」と表記する。

### 所在地
- 本社・演奏所（スタジオ） - 〒231-8001 神奈川県横浜市中区太田町2丁目23番地 横浜メディア・ビジネスセンター
- 東京支社 東京都千代田区内幸町一丁目3番3号 内幸町ダイビル7F
- 大阪支社 大阪府大阪市北区堂島二丁目3番7号 シンコービル3F
  - 関東の独立テレビ局の中では、唯一大阪にも支社を置いてる。

## 資本構成
企業・団体は当時の名称。出典：

### 2022年3月31日
| 資本金 | 1株   | 発行済株式総数 | 株主数 |
| ------ | ----- | -------------- | ------ |
| 36億円 | 500円 | 7,200,000株    | 144    |

| 株主                               | 株式数    | 比率   |
| ---------------------------------- | --------- | ------ |
| 神奈川新聞社                       | 690,000株 | 09.58% |
| 神奈川県                           | 683,650株 | 09.49% |
| 横浜市                             | 600,000株 | 08.33% |
| 横浜銀行                           | 330,000株 | 04.58% |
| 中日新聞社                         | 280,000株 | 03.88% |
| 学校法人岩崎学園                   | 250,000株 | 03.47% |
| ミツウロコグループホールディングス | 220,000株 | 03.06% |
| アイネット                         | 200,000株 | 02.78% |
| 横浜信用金庫                       | 180,000株 | 02.50% |
| 神奈川県信用農業協同組合連合会     | 160,000株 | 02.22% |
| 川崎市                             | 150,000株 | 02.08% |
| 古河電工                           | 120,000株 | 01.67% |
| 共栄社                             | 100,000株 | 01.39% |
| テレビ朝日ホールディングス         | 100,000株 | 01.39% |
| 川本工業株式会社                   | 100,000株 | 01.39% |
| 横浜倉庫                           | 100,000株 | 01.39% |
| 株式会社横浜DeNAベイスターズ       | 100,000株 | 01.39% |
| 読売新聞東京本社                   | 90,000株  | 01.25% |
| アール・エフ・ラジオ日本           | 82,500株  | 01.15% |
| 全国共済農業協同組合連合会         | 80,000株  | 01.11% |
| 東京電力ホールディングス           | 80,000株  | 01.11% |
| 東芝インフラシステムズ             | 80,000株  | 01.11% |
| 日新                               | 72,000株  | 01.00% |
| 上野グループホールディングス       | 70,000株  | 00.97% |
| フジ・メディア・ホールディングス   | 70,000株  | 00.97% |

## 沿革
- 1968年（昭和43年）1月11日 - 神奈川新聞社内に仮称テレビ神奈川電波委員会設置[8]
- 1969年（昭和44年）5月16日 - 免許申請[8]
- 1970年（昭和45年）11月27日 - 予備免許獲得[8]
- 1971年（昭和46年）4月20日 - 会社設立[8]
- 1972年（昭和47年）
  - 2月 - 山下町旧本社社屋が完成[9]
  - 2月5日 - 試験電波発射開始[9]
  - 3月5日 - サービス放送を開始[9]
  - 4月1日 - 関東地方3番目の神奈川県域の独立テレビ局として開局[8]（びわ湖放送と同日）。
  - 8月1日 - 大阪支社開設[8]。
- 1973年（昭和48年）11月2日 - TVKハウジングプラザ平塚を開設[10]
- 1974年（昭和49年）
  - 5月28日 - TVK音楽出版設立[11]
  - 7月27日 - TVKハウジングプラザ横浜を開設[11]
  - 9月10日 - TVKエンタープライズ設立[11]
- 1976年（昭和51年）2月2日 - 労働組合結成[12]
- 1977年（昭和52年）
  - 4月 - ENG導入[13]
  - 7月 - 『新車情報』放送開始[13]。
- 1981年（昭和56年）
  - 7月 - 大型中継車更新[14]
  - 11月 - CMバンク完成[14]
- 1982年（昭和57年）4月1日 - 開局10周年記念週間特別企画[15]
- 1983年（昭和58年）
  - 4月 - 『おしゃべりトマト』放送開始[16]。
  - 10月 - 『Billboard TOP40』放送開始。
  - 12月 - 『SONY Music TV』放送開始[16]。
- 1984年（昭和59年）10月 - 音声多重放送のステレオでの試験放送を開始。(詳細は後述「歴史」の項を参照)
- 1985年（昭和60年）
  - 4月2日 - 関東地方の独立テレビ局では初の音声多重放送のステレオ放送を開始[注 3][17] 。
  - 10月 ｰ 『カフェシティヨコハマ』放送開始。
- 1988年（昭和63年）8月 - 音声多重放送の二重音声(2か国語、多重)放送の整備が完了。同月20日に、同放送を開始する[18][19][注 4]。
- 1992年（平成4年）
  - 4月5日 - 開局20周年記念番組『父と母の時代〜映像でつづる神奈川の半世紀』を放送[20]。
  - 11月7日 - 開局20周年記念番組『保存版ミュージック共感史』を放送[20]。
  - 11月29日 - 開局20周年記念番組『RCサクセションの子供たち』を放送[20]。
- 2002年（平成14年）- 4月1日 - 開局30周年。5支局開設（川崎、県央（厚木）、相模原、湘南（平塚）、小田原）[21]。
- 2003年（平成15年）
  - 4月 - 首都圏ネット4開始[22]。
  - 11月 - 資本金36億円に[22]。
- 2004年（平成16年）
  - 5月10日 - 横浜メディアビジネスセンター（MBC）内の現社屋へ移転。同時に主調整室設備を更新（東芝製）[23]。
  - 12月1日 - デジタル放送開始[23]。
- 2005年（平成17年）- 4月1日 - データ放送開始[24]。
- 2006年（平成18年）
  - 4月 - 首都圏トライアングル開始[25]。
  - 6月 - ワンセグ放送開始[25]。
  - 7月10日 - ヨコハマNEWSハーバー運営開始[25]。
- 2007年（平成19年）- 4月1日 - tvkコミュニケーションズ発足[26]。
- 2016年（平成28年）3月 - 古河電工から170億円でecom parkの約2.2万坪の用地を取得[27]。

### ネットワークの変遷
- 1972年（昭和47年）4月1日 - 神奈川県をサービスエリアとする独立放送局として開局。以降、千葉テレビ・テレビ埼玉・近畿放送（現・京都放送）・サンテレビ等と相互関係を結び独立放送局ネットワークの構築に取り組んでいる。また、1970年代後半から1986年（昭和61年）までは後楽園球場での読売ジャイアンツ主催試合のトップ&リレー中継も放送していた。
- 2003年（平成15年）4月1日 - 千葉テレビ・テレビ埼玉・東京メトロポリタンテレビジョン（TOKYO MX）と首都圏ネット4を結成する。
- 2006年（平成18年）4月1日 - 首都圏ネット4からTOKYO MXが事実上離脱し、首都圏トライアングルを結成する。
- 2007年（平成19年）4月1日 - テレビ埼玉・千葉テレビ・三重テレビ放送・京都放送（KBS京都）・サンテレビと東名阪ネット6を結成する。
- 2011年（平成23年）6月1日 - 群馬テレビ・とちぎテレビ・テレビ埼玉・千葉テレビ放送と5いっしょ3ちゃんねるを結成する。

## 歴史

### 設立まで
1969年9月5日に神奈川県にUHF波のチャンネルプランが割り当てられ、1970年時点で内山岩太郎・清水末雄らの「テレビ神奈川」をはじめ遠山景久らの「ラジオ関東」・小林與三次らの「神奈川読売テレビ」・広岡知男らの「神奈川朝日放送」・田中香苗らの「神奈川毎日放送」・赤坂武らの「神奈川テレビ放送」等12社から開局申請があり、その後「テレビ神奈川」として一本化させ、1970年11月27日に予備免許を取得。1971年4月15日に設立総会を実施し、20日に設立。

### 1972年開局時から80年代まで

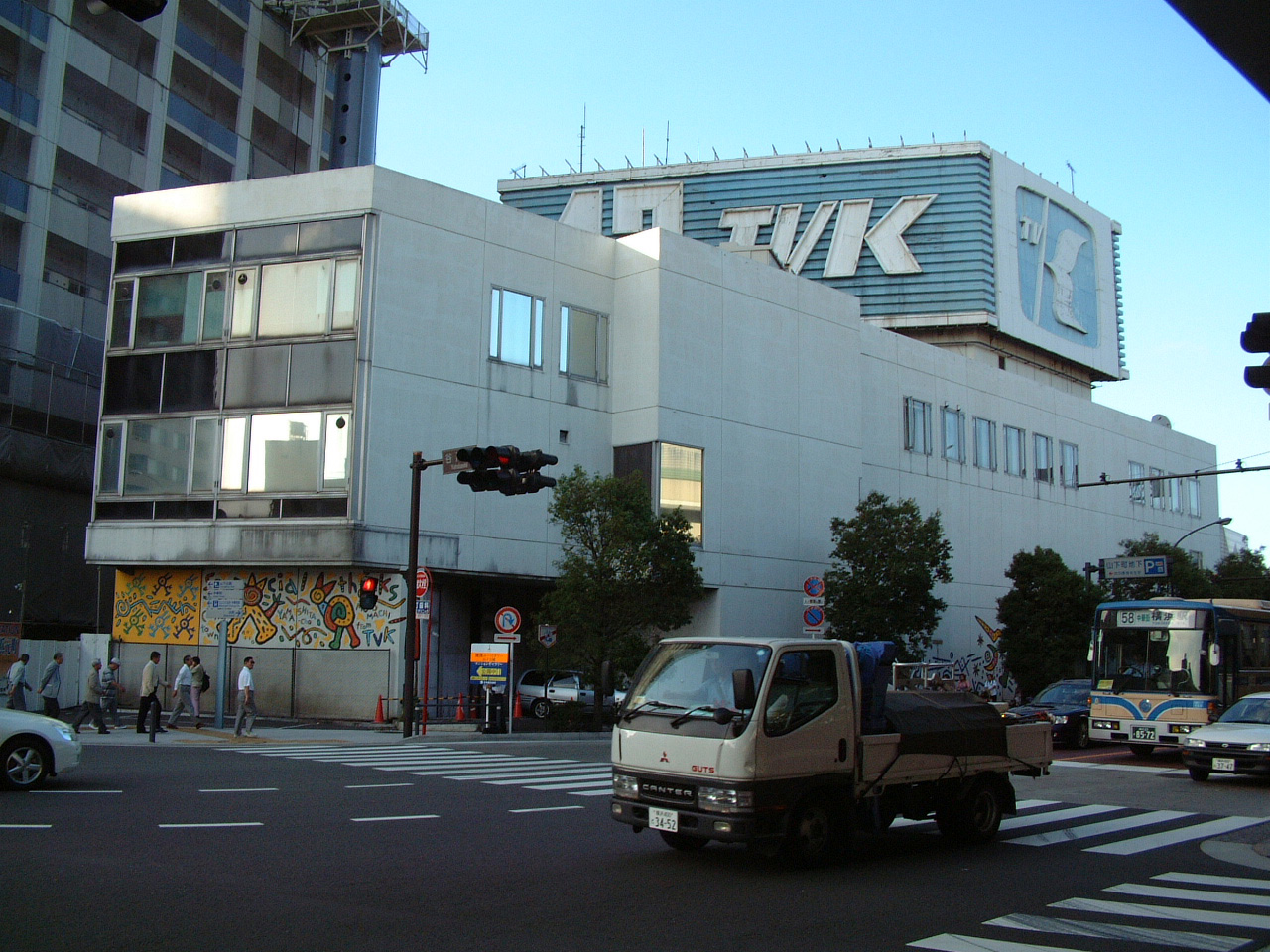
山下町旧社屋

開局当初はテレビ局経験のある社員が少なかったため、新人社員は日本テレビやNETテレビからの出向者より指導を受けたという。1972年2月5日に試験電波を発射し、3月5日午前11時からテストパターンを放送開始し、鶴見親局から初めて電波が発射された。その後3月31日まで本社演奏所設備と鶴見親局の試験、中継局の試験を兼ねた「サービス放送」を開始。サービス放送初日の主な放送番組は、12時から『忍者ハットリくん+忍者怪獣ジッポウ』の第1話、12時30分から「ドキュメンタリー 日本の美〜日光東照宮」、13時から映画『辺境の追跡』（Escape to Burma）、14時15分から19時までテストパターン、19時から『河童の三平 妖怪大作戦』の第1話、19時30分から「ドキュメンタリー あすをひらく〜ロボットただ今開発中」、20時から映画『夜霧よ今夜も有難う』を放送し、21時30分に終了した。以降、上記の番組に加えて3月15日と16日には「神奈川県 ア・テスト解答速報」、3月31日には「大洋VS南海オープン戦中継」を放送した。
1972年4月1日午前9時からテストパターンを放送、同日午前9時30分開局・本放送開始。午前9時30分から午前10時55分まで開局記念・放送第1号番組「はばたけTVK」を本社演奏所第1スタジオから生放送（出演者：津田文吾（第7代神奈川県知事）、飛鳥田一雄（第18代横浜市長）、河野謙三、尾崎一雄、高木東六、桐島洋子、柳原良平。他に、ミスTVKや横浜市電の運転士、横浜港に寄港する外国船の船長も出演した）。開局当日のキャッチコピーは「本日・放送スタート！TVKをキャッチしよう!! パパはやく，ママが出ているTVK」である。開局当日に整備された親局は鶴見局42ch、中継局は小田原局46ch・平塚局31ch・久里浜局47ch。1972年5月1日に開局した中継局は南足柄局45ch。開局時の平日番組編成は、午前中に教育番組、正午にワイドショー『暮らしのワイド リビング・ポート』、午後と夜はテレビ映画。平日の放送開始時間は朝の9時30分、放送終了時間は夜の23時40分。
テレビ神奈川における最長寿番組は「JAグループ神奈川」提供の『緑への歩み』だった（2008年3月終了）。開局翌日の1972年4月2日スタートである。
神奈川県が経営権を握っていた頃は、平日9:35 - 11:00、金曜夕方に神奈川県教育委員会制作の教育放送（学校放送）が組まれていた。津田文吾元県知事が同局の社長・会長を務めた事がある。もともとは神奈川県を筆頭に、横浜市、朝日新聞、毎日新聞、読売新聞、産経新聞、中日新聞（5紙が同じ持株数を堅持）、ラジオ関東（現・アール・エフ・ラジオ日本）などが主要株主であった。
1972年5月3日「第20回 横浜みなと祭り国際仮装行列〜マーチ・イン・ヨコハマ」からTVK独占カラー生中継放送を開始。放送時間は生放送が午前11時10分 - 午後0時30分で中継録画放送が午後6時から午後7時25分だった。番組のゲストは小山明子、橘家円蔵、立川談志、下重暁子、花村えいじ、三遊亭栄橋、解説は六川英一、司会は石倉輝夫。
関東圏の独立放送局では初となるマスター設備（主調整室）の更新と三ツ池送信所（親局）の送信機更新を1983年から1984年に掛けて行い、音声多重放送のステレオ放送への対応をいち早く実現した。ステレオ放送番組第1号は「SPOPS」（1984年10月 - ）であり、第2号番組は「かながわの景勝50選」である。1985年4月2日にはステレオ放送を正式に開始。2重音声(2か国語、多重)はそれから遅れて、1988年8月に開始した。
前述のステレオ放送が正式に開始されると、同放送番組が増え、テレビ番組初の試みである「環境ビデオ」(BGV) の放送番組「サラダ・ボウル」（制作：TVK、制作協力：日本電子工学院（現・日本工学院専門学校）、PLAY BILL、日商岩井（現・双日））や「ブレイン・パッケージ」（制作：TVK、制作協力：日本電子専門学校 他）がスタートした。同番組は、海外の風光明媚な空撮ビデオ映像に最新のアーティストの音楽を流したり、完全オリジナルによるインストゥルメンタル曲を流す28分間の番組だった。また「サラダ・ボウル」は、1986年年頭の朝日新聞のテレビを考える連載のトップバッターとして全国に紹介された。
1987年、横浜が舞台だったテレビドラマ『あぶない刑事』（セントラル・アーツ制作、日本テレビ系）の第22話「動揺」において、スタジオ調整室のシーンで撮影協力をしている（撮影協力のクレジットは「テレビ神奈川」ではなく「TVKテレビ」）。
内田康夫の小説「横浜殺人事件」（浅見光彦シリーズ）のヒロインである横浜テレビの藤本紅子のモデルは、坂本紅子（現・コンテンツ局制作部専任部長）である。映画通で知られ「おしゃべりトマト」「TVグラフィック42番街」などの映画コーナー、「HAMA大国」の司会等を経て、2011年まで放送されていた「1230アッと!!ハマランチョ」のプロデューサーを担当していた。
『ファンキートマト』『おしゃべりトマト』『ミュージックトマト』などのいわゆる「トマトもの」では、MCのことをDJ（ディスクジョッキー）ならぬVJ（ビデオジョッキー）と称していた。これは、プロモーションビデオを大量に流す構成を踏まえ、DJをテレビらしい呼び名に置き換えた結果である。この名残で、現在でもtvkの放送中の番組での最長寿番組である「ビルボードTOP40」での中村真理はVJと呼ばれている。

### 1990年代から関内移転にかけて
TVKは1980年代から1990年代初頭にかけ、この項で述べられている番組購入に加え、好景気と横浜そごう（現・そごう横浜店）など大スポンサーの存在が後ろ盾となっていた。特に横浜そごうとTVKの関係は緊密で、「キャプテンロコスタジオ」（4F）「みなとみらい21スタジオ」（地下1階）という2つのサテライトスタジオを設け、「カフェシティヨコハマ」や、かねてからあった夕方のミューコム制作の生番組に威力を発揮した。しかし、バブル崩壊後にそごうが経営不振に陥ると、それらの番組は打ち切りとなり、ついにはスタジオ閉鎖、屋上のメインの情報カメラ移設 、横浜そごうのTVK持株売却と、TVKとそごうとの関係は急速に悪化していった。それだけでなく、後述される「Ch-Yokohama」→「Ch-Y」→「横浜ベイサイドテレビ」の判断ミス、さらに神奈川県の財政危機（広報番組予算が7億円から数千万単位まで縮小された）により売り上げが30億円近くも減少（売上最高期の1/4近く、90億円→60億円）したことが経営を大きく揺さぶる。この煽りを受け自社制作率は急速（70%→40%）に減り、2002年には売り上げでTOKYO MXに、2003年には自社制作率でもテレビ埼玉に抜かれる「非常事態」となった。
この非常事態を見て「県が県域メディアを経営する時代は終わった」という岡崎洋知事の意向により、2001年に株式売却が行われ、筆頭株主が神奈川県から神奈川新聞社に移ることとなった。当初は新聞社とテレビ局の違いもあって両社の連携はしっくりいかなかったが、その後、第三者割当増資（県内市町村などが応じる）、新社屋（横浜メディア・ビジネスセンター） 建設・移転、「ヨコハマ開放区」のVI導入（電通との本格タッグ開始）、独立放送局初の地上デジタル放送開始（2004年12月1日）、独立放送局には珍しいインデックス社との提携による携帯公式サイトオープン（全キャリア対応）など、積極的な戦略に出ることになる。これにより、2005年度は3期連続増収、新社屋移転後初の黒字決算を達成、売り上げではTOKYO MXを再び抜いた。また大幅に減少した自社制作率も40%台に回復した。

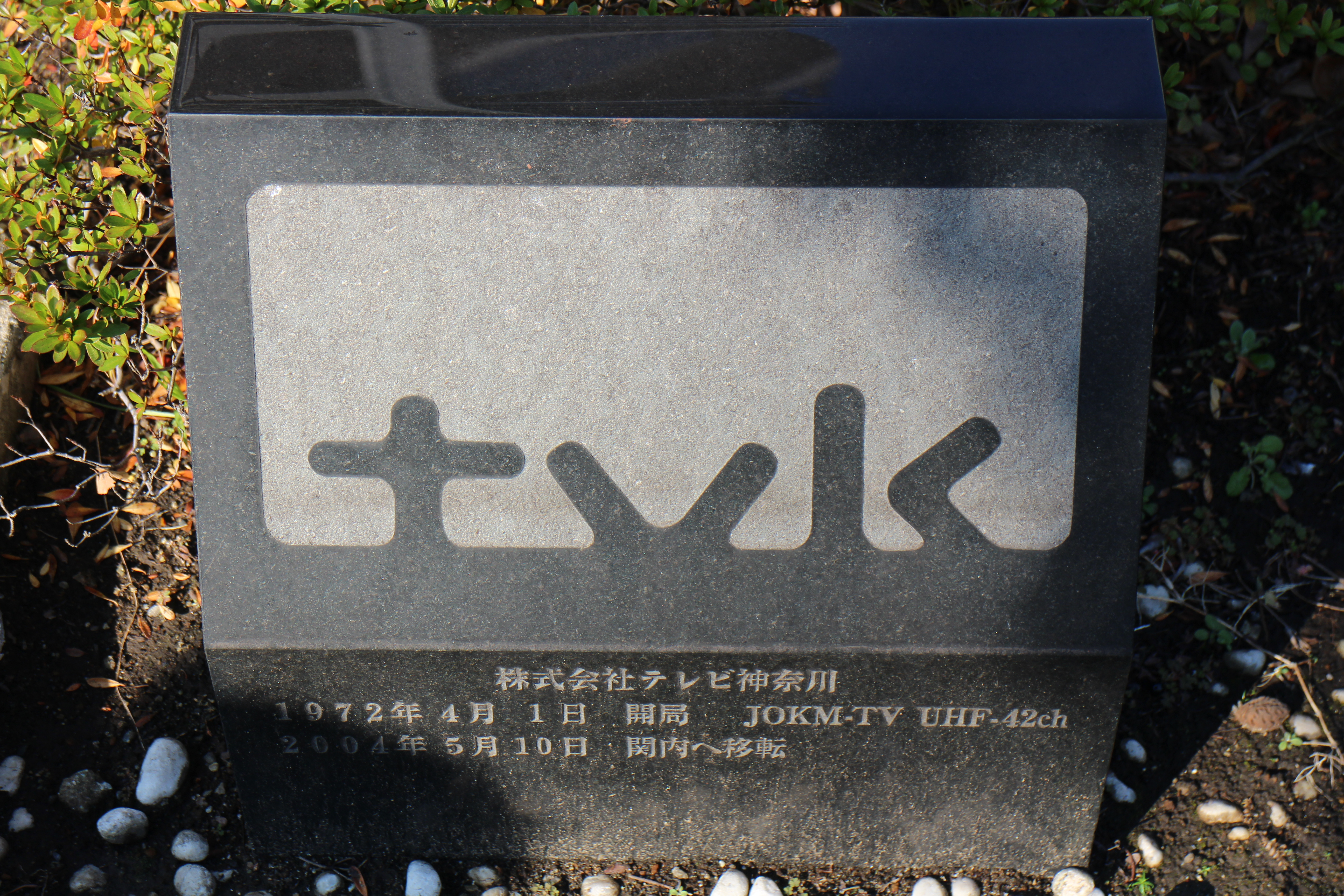
山下町旧社屋跡地にあるモニュメント

2004年4月、横浜市中区太田町に横浜メディア・ビジネスセンター（神奈川新聞社と同居）が完成。5月10日、開局以来32年使われてきた中区山下町の社屋から移転した。社屋移転を契機として、局の愛称が長年使われた「TVKテレビ」から「tvk」 に変更され、またコーポレート・スローガンとして「ヨコハマ開放区」が導入された。なお、旧社屋跡地には記念碑が建立されている。

### 『音楽のTVK』
tvkは、開局時から「音楽に強い局」という評価がある。これは、初期の社員に「洋楽のラジ関」と呼ばれていたラジオ関東からの移籍組がいたこと、後に音楽番組を強化したテレビ東京に先駆け「シングル・ジャンルの番組なら小さな局でも営業面で有利」と読んでいたこと、プロモーションビデオを放送するための経費が当時安かった（あくまでプロモーション目的であったことから、レコード会社などから無償提供もしくは極めて安価で提供されるケースがほとんどであった）こと、それに「横浜らしいカッコよさ」の反映などが挙げられる。
黎明期はCMや番組がなかなか埋まらず、プロモーションフィルムが格好のコンテンツとなり、昼間から夕方の時間帯を中心に歌謡曲なども含む邦楽や洋楽など（ジャンルは様々）のプロモーションフィルムが大量に放映された。その後、プロモーションフィルム（ビデオ）をメインに放送する番組も放送された。この流れから生まれた番組としては、ラジオ関東からの移籍組が中心となって1970年代に制作・放送された「ヤング・インパルス」、そしてその流れをくんで1980年代に制作・放送された「ファイティング80's」（金曜日21時台）があげられる。
これらの番組については、キー局には出演しないようなアーティストが多数出演し、公開収録によって演奏を行った。一例としては、基本的にテレビ出演をしない浜田省吾、松任谷由実（当時は、荒井由実）や、はちみつぱい、外道、PANTA＆HAL、ARBといったマニアックなバンドが出演しており、山下達郎もシュガー・ベイブの一員として「ヤング・インパルス」にゲスト出演 したことがある。特に山下はその後も一切テレビ出演をしていないため、テレビカメラに残された山下の映像としても貴重な媒体となっている。
「ファイティング80's」は宇崎竜童が司会を担当し、佐野元春、子供ばんどのうじきつよしや、ザ・モッズ等もレギュラー出演していた。番組の終盤に、司会の宇崎竜童のダウン・タウン・ファイティング・ブギウギ・バンドや、レギュラー出演者のバンドのライブ演奏が1曲放送されたり、数ヶ月に1回位、それぞれのバンド自体が番組出演していた時期もあった。公開収録であったこの番組は、番組スポンサーでもあった蒲田の日本工学院専門学校の3号館ホールで収録されていたが、サザンオールスターズが番組収録の日に、「ザ・ベストテン」（TBS）にランクインしており、収録場所である日本工学院専門学校のホールから生中継を行ったことがある。
さらに、80年代から90年代初頭にかけて放送された洋楽電話リクエスト番組「ファンキートマト」（当初金曜日放送→のちに月曜日のほぼ同時間帯へ移動）は、植田芳暁や南佳孝、シャーリー富岡のVJで知られ、中村真理（出演初期には、最新の映画情報コーナー担当など、後に、アメリカの「ビルボード」誌の最新ヒットチャートの紹介なども行った）らも出演。時折、ゲストとしてプロモーションで来日した海外の映画や音楽関連のアーティスト等の出演もあり、音楽系のゲストは演奏や歌を唄う事もあった。他にもプロモーションでの邦楽系のゲスト出演者もあり（主にデビューしたての歌謡曲系以外での歌手やグループ）、デビュー当時の米米CLUB等も出演。レギュラー出演者としては、元東京JAPのドラマーでFMのDJとして人気が出た赤坂泰彦も番組末期に登場していた。
姉妹番組でもある邦楽情報番組「ミュージックトマトJAPAN」はシャーリーの弟のマイケル富岡の出世番組となった。全国区になり得るタレント、アーティストの青田買いを行い、いち早く世に送り出す役割を果たし、音楽業界や芸能プロダクションから高い評価を得た。
洋楽ではMTVのテイストを取り入れ200分間、途中に入るCMを除きノンストップで洋楽の新着ビデオクリップや視聴者からのリクエストによるビデオクリップをただひたすら放送する番組「SONY MUSIC TV」が存在していた。番組はソニーの1社提供で、東阪の独立放送局を中心に、途中からはテレビ東京系であるテレビ愛知でもネットされた。
「SONY MUSIC TV」終了後、この番組のテイストを受け継ぐ番組はTVKローカルで火曜夕方に「シャッフル55」（ミュートマworld→16ers TV枠）として移り、MUSIC TVが放送されていた時間帯には引き続きソニー提供で、演出や選曲コンセプトを明確にした「SONY MUSIC DISC」「SONY MUSIC ACCESS」と続いた（番組枠は60分と更に縮小し、TVKローカルとなる）。その後はソニーがTOKYO MXに出資した影響もあり、ソニー枠の音楽番組は制作されていない。
このようにロックミュージックへ特化された編成方針もあって、他の独立放送局や、NHK、テレビ東京では一定数放送されている演歌・歌謡曲関連の番組は、tvkでは殆どと言っていいほど存在しない。例として、『モトちゃんの歌は魂だ!』（千葉テレビ制作）は5いっしょ3ちゃんねる参加局で、tvkのみ放送実績がない。また、鎌倉市を活動拠点とする、よかにせどん（本田修一）や、アンジェリカの演歌番組も地元tvkではなく、千葉テレビ・テレビ埼玉で放送していた。
tvk以外の5いっしょ3ちゃんねる各局には、自社制作の視聴者参加型カラオケコンテスト番組が存在しており、各局のカラオケコンテスト番組は、既に終了している番組も含め一様に1980年代（とちぎテレビは1999年の開局当初）から続く長寿番組となっているが、2023年現在、tvk制作では存在しない。

## 番組編成
キー局の系列には属さない独自編成のテレビ局である。しかし、1989年の昭和天皇崩御の際、崩御当日および翌日に限り、テレビ神奈川を含む関東地区の独立放送局は、オブザーバー加盟しているNNS（日本テレビ系列）の放送を同時ネットした。なおその後も日本テレビとの関係は続いており、2008年度北京オリンピックの一部中継においてはtvk、千葉テレビ、テレビ埼玉の3社は日本テレビ制作の番組をネット受けした。
1980年代の後半から1990年代前半には、全編英語放送の30分間の国内ニュース「the world today」が平日の23時台に放映された。この番組はJCTVとの共同制作で、JCTVでは19時からの38分間の番組であった。
横浜そごうとのタイアップが行われていた1980年代中期 - 1990年代中期にかけては、横浜そごうが入居する「新都市センタービル」内に「キャプテンロコスタジオ」「みなとみらい21スタジオ」という2つのサテライトスタジオを持ち、ここから正午の帯枠「カフェシティ・ヨコハマ」や夕方の音楽情報番組「ミュージックトマト」が生放送されていたほか、2022年現在は大さん橋近くに設置されている情報カメラも、最初は横浜そごう屋上に設置されていた（その後はベイブリッジ横に移設後、現在の位置へと設置場所は変更されている）。
現在は再放送番組や購入番組が幅を効かせる20時台であるが、1980年代後半 - 1990年代中期にかけては生放送の情報番組が編成されていた。ナイター中継終了後にOAされていた「YOKOHAMAベイサイドスタジオ」（後に木曜夜にOAになった「ヒューマンTV・ベイサイドスタジオ」）、金曜夜に放送の「TVグラフィック42番街」（後の「たてながHAMA大国ナイト」「HAMA大国ナイト」「北原照久のTin Toy Box」）の2番組が存在していた。
1980年頃 - 1990年まで毎週金曜22時から山谷親平と細川隆一郎、飯島清らによる政治討論番組「直言苦言」が放送されていた（京都放送、群馬テレビ、びわ湖放送にもネット）。
2002年にはTVK開局30周年記念番組として「ライブ帝国」を放送し、過去のtvkでの音楽番組からのライブ映像の放送もあり、同時期に「ライブ帝国」のビデオソフトも発売された。
2010年から2013年にかけて、戦国時代にスポットを当てた「戦国鍋TV 〜なんとなく歴史が学べる映像〜」や「戦国★男士」「TV・局中法度!」といった“戦国バラエティ三部作”と称する教養バラエティ番組をtvkが幹事となり、テレビ埼玉・千葉テレビ放送・サンテレビジョンの4局共同で制作。同局の深夜番組では大ヒットとなり、日本各地の地方局にも番組販売を行うなどのシリーズに発展した。
2020年、新型コロナウイルス感染症（COVID-19）の感染拡大防止と、改正・新型インフルエンザ等対策特別措置法に基づく緊急事態宣言の発令により休校になった県内の小中学校児童生徒を対象とした『テレビホームルーム　かながわの子どもたちへ』 と『テレビでLet's study』 を神奈川県内の小中学校や養護学校、教育委員会の協力を仰ぎながら4月〜5月29日まで土日を除きサブチャンネルを中心に断続編成を行った。
同年10月からは独立局では初となる民放公式配信サービスのTVerに参加。同月から自社製作番組の配信を開始した。なお、これらの番組は日本テレビが運営している無料動画配信サービス「日テレ無料TADA!」に該当番組を供給しており、TVerでは更にその供給を受ける形で配信されている。この経緯から、TVerでは日本テレビ系列の番組として扱われている。
24時間放送は行っておらず、概ね5時台から翌2時台中盤までの放送である。また早朝放送開始前の30分間は「朝の周波数カード」というフィラーの音楽とお天気カメラ、またはカラーバーの試験電波が放送されている。

### 編成データ
- 2010年4月期改編率 40.5%
- 自社制作率 40.0%
- HD番組率 36.4%

※テレビ神奈川・2010年3月25日付公式発表

### 音楽
上記の通り、音楽番組に力をいれており、『saku saku』が20年にわたって放送され人気を博した。前身の『saku saku morning call』時代にはユースケ・サンタマリアやPUFFYが司会をしていたことでも知られる。最終回まではパペット人形であるポンモップとNANAE（7!!）（2015年3月まではトミタ栞、2012年3月までは三原勇希、2008年度末までは中村優、2005年度末までは木村カエラ、2002年度末まではあかぎあい）の2人をメインパーソナリティーとしている。このような番組スタイルは、増田ジゴロウとあかぎの時期に番組スタッフ一同との掛け合いトーク中心という独自スタイルを確立。この形が受け、各地でネット放送も開始。番組グッズも各地で販売された。メジャーな歌手・声優もゲストとして登場し、tvkの看板番組に成長した。現在は同様のフォーマットを踏襲した番組として『関内デビル』が放送されている。
また、1983年10月4日にスタートした長寿番組『billboard TOP40』も未だ健在である。2012年6月26日付で同一司会者及び同一形態による最も長寿な音楽番組（放送開始から28年8ヶ月9日）としてギネス世界記録に認定され、2023年10月の放送で40周年となる。

### スポーツ
スポーツ中継にも特に力を入れており、プロ野球・横浜DeNAベイスターズの主催試合、関東大学ラグビーや社会人ラグビー（→トップリーグ）、日本ハンドボールリーグ、さらにはプロレスを積極的に放送している。1980年代後半にはバレーボール日本リーグ（現在のVリーグ）ダイエーオレンジアタッカーズの昼の試合中継をサンテレビから番組購入し、当日夜に放送していた。過去には東京六大学野球、東都大学野球や神奈川大学野球の中継やダイジェスト番組を放送をしていたこともある。珍しいところでは、やまゆり杯小田急旗争奪神奈川県家庭婦人バレーボール（ママさんバレー）大会中継もある。
横浜DeNAベイスターズ戦の中継は大洋（後に横浜大洋）時代は「YOKOHAMAベイサイドナイター」、1993年に横浜ベイスターズとなってからは「ベイスターズナイター」として横浜スタジアムや平塚球場でのホームゲームを中継している。当初は18時のニュースの後18時15分からの中継開始であったが、一時、18時45分 - 19時からとなり、現在はメインチャンネルでは18時15分 から21時30分 の放送となっている。また以前はビジターゲーム（阪神戦、まれに三重テレビナイター中継時に中日戦も）もU局ネットで（ヤクルト戦は自社制作で）中継していたが、近年はサンテレビや朝日放送テレビで阪神vsDeNA戦を中継している場合にネットする程度で、それ以外はほぼなくなった。その他、ロッテオリオンズが川崎球場を本拠地としていた時代には大洋戦と重ならない場合に中継があったほかにサンテレビ制作の阪神、ダイエー戦やテレビ埼玉制作の西武、日本ハムのホームゲームもネットしていた。
全国高等学校野球選手権神奈川大会は、横浜スタジアムにおける開会式、準々決勝～閉会式と保土ヶ谷球場における全試合を基本的に試合開始から終了まで中継する。また、夜のワイドニュースを縮小してダイジェストである『高校野球ニュース』を放送するなど力を注いでいる。ただし、多くのスタッフやアナウンサーを大会会場へ派遣するなどの関係から他の3局ともども日中帯のワイド番組を休止したりその他の番組であっても時間移動や放送休止を余儀なくされる。
サッカーJリーグの横浜F・マリノス主催試合は、前身である旧日本サッカーリーグ日産自動車サッカー部時代から続いているが、中央競馬や横浜DeNAベイスターズ戦の中継に押され、2009年から2016年までは中継を行っていなかった。再開した2017年以降は1年に1試合程度 の放送となっている。日産時代は、日曜昼間のゲームを当日夜に「日産サッカーダイジェスト」と銘打った番組でダイジェストでオンエア。ときには当時の監督だった加茂周自らが解説者として番組に出演し、当日の試合を事細かく解説することもあった。2009年にスカパー!のJリーグ中継で川崎フロンターレホームゲーム中継の制作に携わった（ただし実況は自社のアナウンサーではなくフリーのアナウンサーが担当している）。尚、前記両チームの応援番組はレギュラー放送されている。Jリーグ発足当初は、主にマリノス、フリューゲルスの横浜勢と、鹿島アントラーズFCの主管試合を中心に集中的に放送していた。
プロレスは日本テレビの「全日本プロレス中継」をネットしていた時期もあり、番組終了後は「プロレスリング・ノア中継」に移行。2005年7月から半年間、「大日大戦（大日本プロレス中継）」を地上波初放送。その他、旗揚げ間もなかったジャパン女子プロレスを放送していたこともある。現在は千葉テレビの「全日本プロレス マザー」をネットしている他、WWEのダイジェスト番組「This Week in WWE」を日本で最初に放送開始。この縁で近年、WWEの選手が両国国技館大会等のプロモーションで来日した際は、昼番組『ありがとッ!』に出演することが恒例になっている。

### 情報
現在まで続く平日昼の帯ワイドは『TVグラフィックおしゃべりトマト』が端緒である。この番組には、現役大学生もMC陣の一人として参加することもあり、現在フリーアナウンサーの福原直英も一時金曜などの曜日担当MCをしていた時期がある。『おしゃトマ』終了後は『たてながHAMA大国』→『HAMA大国』と続き、社屋移転後は『とっておき自遊食感ハマランチョ』→『1230アッと!!ハマランチョ』→『ありがとッ!』→『猫のひたいほどワイド』と、タイトルや内容は変わりつつも、この「枠」自体は現在まで維持されているが、2016年3月で『ありがとッ!』の終了と同時に『おしゃトマ』から続いていた金曜の放送が廃止になり、『猫のひたいほどワイド』では月曜から木曜のみの放送になった。なお、2016年4月から金曜が廃止になる代わりに、生ワイド番組枠としては同年4月9日から土曜20時枠へ移動し、『サタミン8』として再出発することになったが、2017年3月25日で終了し、同年4月から実質的な後継番組として、収録番組の『猫ひたプラス』に移行したため、生ワイド番組枠は『猫のひたいほどワイド』のみとなった。
他には長年、土曜22時から日本広報センター協力の政府広報番組枠を制作していた。過去には「明日への選択」→「コンパスU」、「アクセスNOW」やクイズを織り交ぜた「クイズハッピーチャンス」「クイズバトンタッチ」などがこの枠で流れた。この枠は全ての独立放送局にネットされているほか、CS放送の朝日ニュースターでも放送されていた（「Just Japan」ではBS日テレおよび静岡朝日テレビにもネットされていた）。

### 報道
- 過去には「報道半放棄路線」と外部から揶揄されるほどに報道部門を軽く扱っていた時期が存在したが、神奈川新聞社が資本参加して以降、報道部門の強化を少しずつではあるが図っている。2010年4月期より、報道取材映像のハイビジョン化が図られた（後述）。
- 2002年には「ニュース930」を開始。2003年頃から平日の日中に数回「tvkスポットニュース」を編成し、神奈川県内の地域ニュースを取り上げる枠を増やしている。
- 2006年には、およそ10年ぶりに夕方の大型生番組として「tvk NEWSハーバー」がスタートしており、「ニュース930」とともにtvk報道のフラッグシップと位置づけられている（2011年春改編をもって、金曜のみの放送へ縮小された。なお月曜 - 木曜は17:45から15分枠の「tvk NEWS 545」へと変更されたが、2013年春改編で終了し、2013年4月から月曜 - 木曜は18:00から15分枠で「tvkニュース」が復活、「ニュース930」は「NEWS930α」にリニューアル）。
- 2018年春改編で「NEWS930α」が終了し、「News Link」がスタートした。

### アニメ
- 2000年代においては関東圏におけるUHFアニメの雄として西のサンテレビと並び称される程であった。2000年代後半からはTOKYO MXがUHFアニメの放送本数を増やした影響を受け、現在は他と同じ年間4・5本程度の放映となる。
- かつて土曜日は4、5本集中して放送していた（通称『tvkサタデーアニメマラソン』）。2008年1月期は24:30 - 28:00までテレビショッピング1本を除いた6本放送し、2011年1月期は23:30 - 26:30までのアニメ情報番組を含めた6本を放送した。tvkの放送本数そのものが激減したため2013年10月期には情報番組を含めて2本だけになっていたが、2014年7月期は日曜日に集中放送される編成になり、事実上『アニメマラソン』が復活した。
- 毎日放送やWOWOW、さらにCS放送のアニメ専門チャンネルで放映された作品の再放送をすることがあるほか、2013年まではアニメ・声優情報番組も放送していた。
- 2008年から2015年まで『tvkアニメまつり』と称したイベントを不定期的に開催していた。
- 2021年4月の改編で、旧作のみではあるが、日曜20時から22時までアニメ番組[52]が組まれることになった。既に2020年10月の改編で22:30 - 24:00も旧作のアニメ枠になっているため、22:00 - 22:30に放送している『クルマでいこう!』を挟む形になるが、事実上3時間30分に渡って、「アニメマラソン」に近い形が編成されることになった[53]。

尚、tvkが放送するアニメについて、視聴時の注意テロップは導入されていない。

### CM
- 横浜銀行
- ハーバー (菓子)
- ノジマ
- ハングリータイガー
- ヴィクトリアステーション
- tvkハウジングプラザ横浜
- 神奈川県民共済
- ノジマ

### バラエティ
- tvkでの自社製作番組は少なく、主に番販番組が多く編成されている。
  - 主な番販番組として、朝日放送テレビ製作の『探偵!ナイトスクープ』や北海道テレビ製作の『水曜どうでしょう』シリーズが挙げられる。探偵!ナイトスクープは関東地方ではテレビ朝日が2005年3月まで放送[注 32] していたが打ち切られたため、同年4月よりtvkでの放送に移行した[注 33]。水曜どうでしょうシリーズは、「どうでしょうリターンズ」から2002年10月に放送開始し[注 34] 、その後2006年から「水曜どうでしょうclassic」[注 35][注 36] を放送、新作も原則放送される[注 37]。
  - 2000年代後半以降は『ゴリパラ見聞録』（テレビ西日本）や『ブギウギ専務』、『1×8いこうよ!』（札幌テレビ放送）、『ガリゲル』（読売テレビ）や『よしもと新喜劇』（毎日放送）といったローカル局・準キー局制作番組のネットに積極的で、関東地方での知名度向上に貢献するケースが多い。
  - 但し、番販番組の中でも全国ネット向けで制作する特別番組は放送されないケースがある。一例としては仙台放送制作の『かのおが便利軒』[54]などが挙げられる[55][注 38]。
- 自社製作番組では、『あっぱれ!KANAGAWA大行進』や『キンシオ』など人気番組も生み出しており、後者は番組販売の形で全国の放送局で放送されている。沿革の項で述べた『水溜りボンドの○○いくってよ』や『関内デビル』、『かがやけ!ミラクルボーイズ』はTVer経由で全国で視聴可能となった。また、東名阪ネット6や5いっしょ3ちゃんねる加盟局と共同製作する番組が増加している。開局50周年記念で始まった『アルコ&ピースのほんの気持ちですが!』は14局ネットにまで拡大している。

## エピソード

### 放送機材

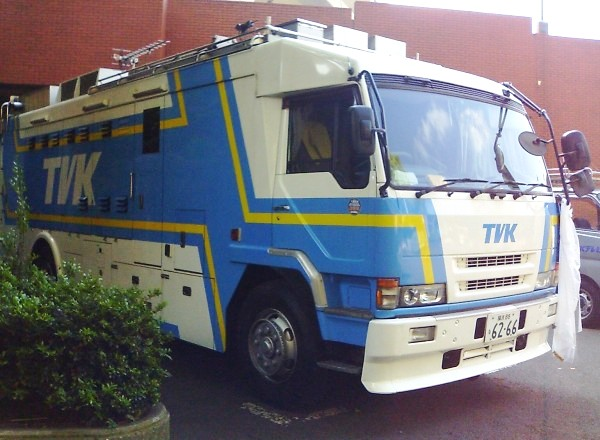
山下町本社時代に稼働していた中継車（旧デザイン、車種は三菱ふそう・ザ・グレート）

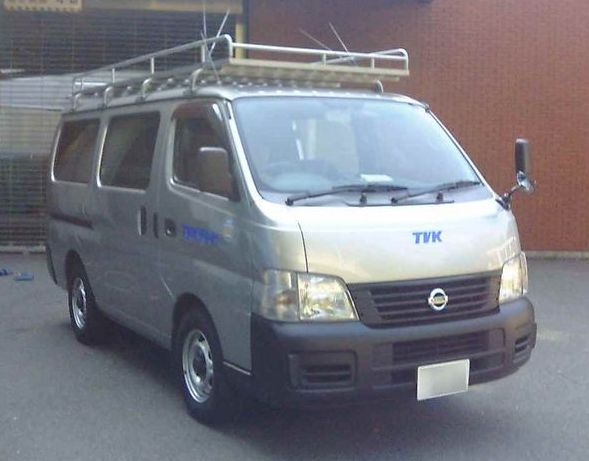
テレビ神奈川所有車（旧ロゴ、山下町本社時代に撮影。車種は日産・キャラバンE25型）

1972年の開局以来、字幕（テロップ）は長らく写真植字による「紙テロップ」送出（モリサワ製のテレビテロップ専用写植機）であったが、1990年代初頭にはソニー製のデジタルテロッパーといえる「SMC-3000C」がまず導入された（「おしゃトマ」末期ではスーパーがこの機材で作成・送出されていた）。しかし当時の電子テロッパーには、写真植字機ほどの汎用度がなかったうえ、「SMC-3000C」は文字よりは画像デザインの汎用度が高かったことから、あくまで番組で使われるテロップの補助的役割として使用されてきた。
1995年に日本ビクター製のデジタルテロッパーが導入され、テロップ電子化の先駆けとなったが、当初は生放送情報番組中心の運用となった。その後、スタジオサブのスイッチャーがリニアキー対応となり、透過ベースや透過文字など、綺麗なテロップが出せるように進化した。2002年にはテロッパー自体から多種多様な特殊効果を出せるラムダシステムズ製のテロッパーへ更新され、新社屋移転後やほぼ社屋内全てのスタジオがHD対応化した後もSDベースのまま推移したのち、2011年4月の改編を契機としてテロッパー内部の制御ソフトの改修を行い、SDからのアップコンバートによる擬似的なものの、16:9サイズ全面にテロップやCGを作成・画面配置できるように改良が加えられている。

### 地上デジタル放送
地上、ワンセグ共にデータ放送に力を入れており、地上データ放送では大日本印刷と共同開発したQRコードでの携帯端末への地図取り込み機能も備えている。ワンセグ放送では音楽番組、高校野球等で番組連動型データ放送も行っている。データ放送開始は地デジ開始より4か月、ワンセグでは千葉テレビやテレビ埼玉より2か月遅れとなったが、その分内容の充実を図った（参考）。2007年9月1日からは川崎市と共同で緊急防災情報の提供を開始した。避難情報が流れた際は緊急度に応じ画面がポップアップ。ワンセグでも同様の情報提供。また、2007年4月には本格的なネットショップ「tvkショップ」をオープン、saku sakuのオリジナルグッズやライブ帝国のDVDなどはもちろんのこと、地産地消をキーワードに神奈川に根ざした名産品を大々的に扱い、地元に貢献している。
独立放送局で唯一、双方向対応番組連動データ放送を実施している。
2010年7月5日から総務省の方針により（放送大学は2010年7月24日から）、2011年7月の地上デジタル放送完全移行推進のため、すべての地上アナログ放送は原則として全番組をレターボックスをつけた状態で放送することになったが、2010年9月4日までは、tvkは4:3制作番組のすべて、ハイビジョン制作番組の一部において引き続き4:3全画面表示（ハイビジョン制作番組は4:3へサイドカット）を継続していた。
2010年9月5日からは、総務省の方針により、2011年7月の地上デジタル放送完全移行推進のため、アナログ放送終了告知テロップを 常時スクロールする形に変更し、右上にはアナログロゴのルミナンススーパーを常時表示していた。
2015年4月より、平日の「朝の周波数カード」から8:30までの間、チャンネルを合わせると自動的にU字が立ち上がり「tvk交通情報」（神奈川を中心とした鉄道情報）がポップアップするようになっている。
2015年7月11日より032chを活用したマルチ編成を、高校野球中継の延長時に実施する事をtvk公式ウェブサイトで公表している。
サブチャンネル（032ch）では、以下のような放送が行われている。
- 高校野球 神奈川県大会（2015年7月11日から、031ch中継予定時間以降に試合が長引いた時の延長放送）[57]
- 川崎競馬（ 2016年5月24日から、重賞レースの実施日を中心としたIPAT発売日と正月開催（1月1日から4日）・川崎競馬場で行なわれる「JBC競走」を中継） [58][59][60]

### 地上アナログ放送
2011年（平成23年）7月24日正午をもって通常放送を終了。コールサインはJOKM-TV
終了当日は11:00から『第93回全国高等学校野球選手権大会・神奈川県大会』の中継を放送していたが、中継会場のアナウンサーがアナログ放送が終了するお知らせと、12:00（正午）以降はtvkのデジタル放送を視聴するように促して、アナログでの放送を終了した。23:59からは通常のクロージングを放送したが、音声周波数と出力を読み上げたところでブラックアウトし、ブルーバックによるコールサインとアナログ放送完全終了の画面を表示。そのまま停波し、デジタルに完全移行した。

## 制作映画
- イヌゴエ 幸せの肉球（2006年）
- 棚の隅（2006年）
- WHITE MEXICO 大江千里主演（2007年）
- サンシャイン デイズ （2008年）
- 音符と昆布（2008年）
- ネコナデ（2008年）
- コラソン de メロン 西川貴教主演（2008年）
- GSワンダーランド（2008年）
- 幼獣マメシバ （2009年）
- 悲しいボーイフレンド（2009年）
- PLASTIC CITY （2009年）
- つむじ風食堂の夜 （2009年）
- ねこタクシー（2010年）

## 提携局

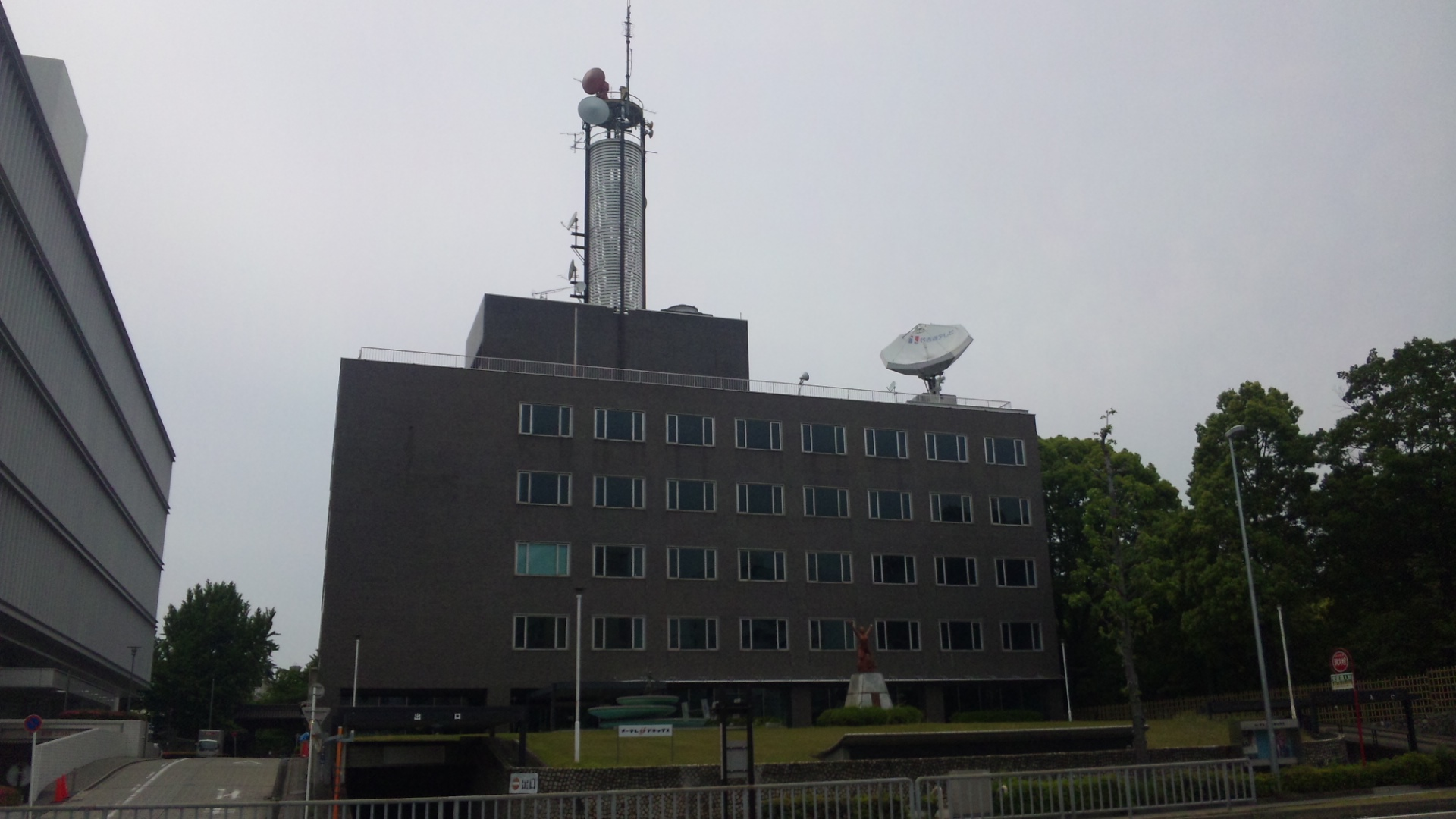
テレビ神奈川名古屋支局が設置された当初に入居していたメ〜テレアネックス（旧社屋・2010年4月解体）

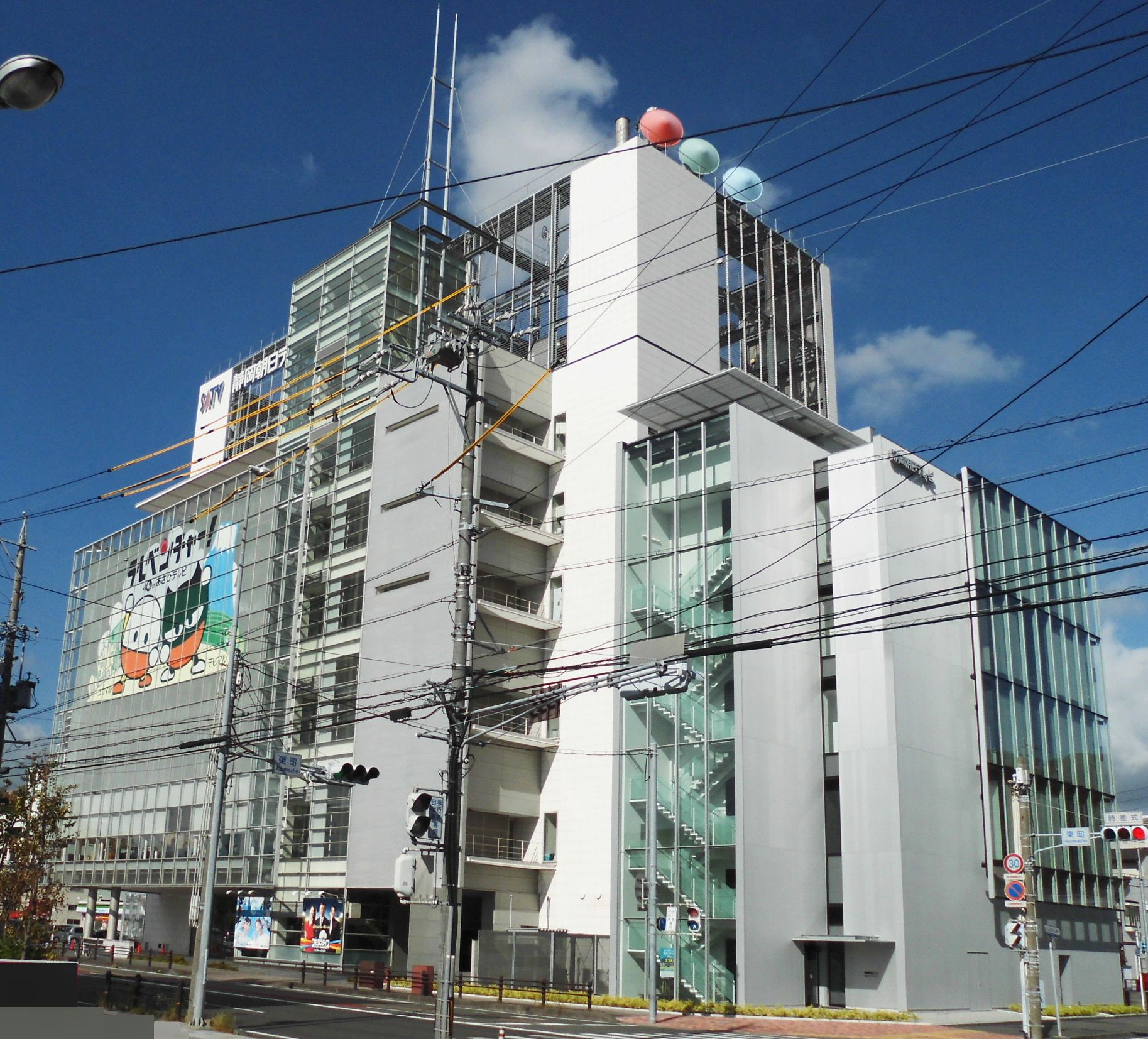
静岡朝日テレビ本社・社屋

テレビ朝日系列の名古屋テレビ放送（メ〜テレ）、静岡朝日テレビ（SATV）と社業全般にわたり交流を図り協力をする「相互協力に関する友好協力関係協定」を結んだ。これは親会社の神奈川新聞社が朝日新聞社の関連企業であり、またテレビ朝日自体、tvkの大株主に名を連ねていることによるもの。
2004年5月10日の新社屋移転時、メ〜テレの「大須ぱっぱ屋」へ向け尾辻舞アナが新社屋を生で紹介をした。tvkの応接室にはメ〜テレのキャラ「ウルフィ」のぬいぐるみが飾られている。2009年、メ〜テレが制作した映画「ハイキック・ガール!」や、イベント「ガンダム生誕30年祭」のCM・PRを首都圏トライアングル枠を含めて放送した。また新社屋移転に伴う営業体制再構築時に設けられたtvk名古屋支局は、当初メ〜テレの旧本社社屋（現・メ〜テレアネックス）に入居していた（2010年4月に移転）。
また、テレビ東京系列に次ぐネットワークを作るべく2007年に結成された東名阪ネット6の旗振り役を務めている。

## 歴代社長
- 内山岩太郎（1969年 - 1971年） - 元神奈川県知事。
- 菅井栄一郎（1971年 - 1982年） - 就任前は神奈川県の教育次長、教育長、農政部長などを歴任。この時期の当初の会長は津田文吾（神奈川県知事兼務）。
- 遠藤保成（1982年 - 1994年） - 旧制新潟高等学校出身。就任前は神奈川県下水道公社理事長。
- 吉田次郎（1994年 - 1998年6月24日） - 就任前は神奈川県理事総務部長、湘南国際村協会代表取締役専務など。
- 石井明（1998年6月25日 - 2001年）
- 牧内良平（2001年 - 2008年5月26日）
- 小宮邦安（2008年5月27日 - 2010年5月） - 初のプロパー社長。
- 山﨑行雄（2010年6月 - 2014年6月22日）
- 中村行宏（2014年6月23日 - 2020年6月） - 2002年から2008年7月にかけて『ニュース930』のメインキャスターを担当していた。
- 熊谷典和（2020年6月27日 - ）

## アナウンサー
かつては自社採用のいわゆる「プロパー」のアナウンサーも在籍していたが、現在はすべて他放送局での職務経験者を有期契約社員として採用している。
※丸かっこ内の数字はtvkアナウンサーとしての在籍期間。●はアナウンス部長経験者。

### 現職
入社順。
男性
- 1995年 吉井祥博（元IBC岩手放送、12月 - 、アナウンス部長）
- 2011年 根岸佑輔（元テレビ山梨、4月 - ）
- 2025年 越崎成人（元テレビ金沢、5月 - ）

女性
- 2016年 岡村帆奈美（元山陰放送、4月 - ）
- 2022年 照井七瀬 （元岩手朝日テレビ、4月 - ）
- 2023年 増田美香（元とちぎテレビ、WOWOW、4月 - ）

### 過去のアナウンサー
〇は退社あるいは異動後に「tvkスポットニュース」の担当経験がある元アナウンサー。

#### 異動
- 富樫吉樹〇（元宮崎放送、1997年10月 - 2010年2月、報道制作局スポーツ部副部長）

#### 退社
※印は現在フリーアナウンサーもしくは他社に移籍して活動中。

##### 男性
- 阿部実※（元福島テレビ、1990年以降。現在はナレーター）
- 大野義和（初代アナウンサー。元ラジオ関東、1972年4月 - 1980年以後。後にFMヨコハマ）
- 岡村光芳●（元石川テレビ放送・広島ホームテレビ、1972年7月 - 1997年6月）
- 久保弘毅（プロパー、1995年4月 - 2005年9月。現在はスポーツライター）
- 田中大士※（プロパー、現:WOWOW。後述する有田真子は夫人）
- 辻豊人●（元朝日放送、1972年4月 - 1980年代前半。＊物故者）
- 豊川浩（元テレビ岩手、1983年前後 - 不明。後に営業部専任部長）
- 藤村義美（元北日本放送、1978年頃 - 1981年頃。＊物故者）
- 森田浩康●（元RKB毎日放送、1979年7月 - 2016年6月。tvkのアナウンサーとしては初めての定年退職者）
- 赤井祐紀※（元日本海テレビ、2019年4月 - 2021年5月）

##### 女性
- 太田公子（元福島中央テレビ、1972年4月 - 1976年。フリーアナウンサー→川崎市議会議員を歴任。福祉ジャーナリスト）
- 青山頼子（1981年前後 - 1984年前後）
- 有田真子（1980年代後半。田中大士は夫）
- 上田陽子※（プロパー、1990年 - 1995年。寿退社後、2002年よりフリー）
- 原良枝※（プロパー、1982年 - 1994年。後年に嘱託で一度復帰）
- 鎗田圭子※（プロパー、1982年4月 - ?）
- 秋山雅子（元NHK甲府放送局・甲府CATV、1992年11月 - 1994年3月。＊物故者）
- 長瀬佳美〇（元テレビユー福島、1997年前後）
- 鈴木美佳（元新潟総合テレビ、1995年頃）
- 平松由美（元山陽放送、1994年以降）
- 武田川彩子（元静岡朝日テレビ、1996年頃）
- 松本麻美（元静岡エフエム放送、1996年頃）
- 内田朱美〇※（元テレビ山梨、1998年 - 2000年）
- 清水美穂（元長野朝日放送、2000年頃）
- 森麻緒（元中部日本放送、2000年 - 2002年）
- 野澤はづき（プロパー、1997年頃 - 1999年12月。結婚退社）
- 松本尚子※（元南日本放送、2002年4月 - 2003年3月）
- 野中美里〇※（元新潟テレビ21、1999年4月 - 2005年3月）
- 相賀真理子※（元北海道放送、2003年12月 - 2005年9月。出産退社）
- 東美咲（元山梨放送、2005年11月 - 2007年6月。転職退社）
- 大原裕美〇※（元静岡放送、2004年3月 - 2006年3月、2009年11月 - 2011年3月。2度目は他局出演兼務の契約）
- 中村理恵〇※（元富山テレビ放送、2005年4月 - 2011年3月）
- 仲山今日子※（元テレビ山梨、2002年4月 - 2003年10月、2005年5月 - 2012年3月30日）
- 尾辻舞※（元高知さんさんテレビ、2003年4月 - 2012年5月31日。2度目の出産を機に退社）
- 佐藤亜樹（元仙台放送、2004年2月 - 2015年1月31日）
- 翁長舞※（元琉球放送、2012年4月 - 2015年3月31日）
- 三浦綾子〇※（元新潟テレビ21、2006年3月 - 2015年3月31日）
- 小林咲夏※（元テレビ愛媛、2007年7月 - 2015年6月30日）
- 細木美知代※（元テレビ金沢、2011年4月 - 2015年11月30日）
- トーマスサリー※（元静岡第一テレビ、2012年4月 - 2018年3月、2019年3月26日、27日[要出典]）
- 三崎幸恵（プロパー、1996年4月 - 2019年3月31日）
- 長澤彩子※（元福島テレビ、2015年4月 - 2019年3月31日）
- 久本真菜※（元瀬戸内海放送、2015年4月 - 2019年3月31日）
- 瀬村奈月※（元テレビ和歌山、2018年4月 - 2022年3月）
- 赤間有華※（現BSよしもと、元北陸放送、2019年4月 - 2022年3月）
- 田中碧※（元新潟放送、2019年4月 - 2023年3月）

## 社長・アナウンサー以外の主な在籍者・元在籍者
在籍アナウンサーの減少に伴い、tvkのメインとなる夕方の『tvkニュース』や『News Link』は報道部記者がそのままキャスターとして出演する。
在籍者
- 関佳史（取締役営業・事業・ecom事業担当、営業本部長、tvkコミュニケーションズ代表取締役社長）
- 坂本紅子（コンテンツ局エグゼクティブプロデューサー）
- 大谷英典（営業本部大阪支社長）
- 壺阪敏秀（編成局長）
- 佐藤浩二（報道局報道部記者、元チューリップテレビアナウンサー）
- 柳田純司（報道局報道部記者、元テレビ山口アナウンサー）
- 徳光真美（報道局報道部記者、元RKBラジオスナッピー→長崎文化放送アナウンサー・記者→KBCテレビ契約キャスター→テレビ西日本報道部契約リポーター）
- 二本木美唯貴（報道局報道部記者、元鹿児島読売テレビアナウンサー・記者）

元在籍者
- 髙橋隆男（元tvkコミュニケーションズ代表取締役社長）
- 高橋麻緒（元情報部。現在はNHK制作局）
- 二唐正和（秋田朝日放送アナウンサー出身。元記者。現在は長崎文化放送アナウンサー）
- 宮地麻理子（NHK北九州放送局キャスター出身。元制作部。後に熊本朝日放送アナウンサー→フリー→北海道放送報道部→同社会情報部→同アナウンス部→同情報部→退社）
- 重富浩二（元コンテンツ局エグゼクティブプロデューサー、元TBS制作局[要出典]）
- 青木梨紗（元報道局報道部記者、元News Access学生キャスター（途中で横浜観光親善大使）→九州朝日放送テレビ営業部→同報道部記者）
- 藤坂奈央（元報道局報道部記者、元長崎文化放送アナウンサー）

## キャッチフレーズ
- TVKをキャッチしよう!! パパはやく、ママが出ているTVK（1972年 開局時）
- ヤングで勝負、TVK（1972年）
- ポートサイドから広がる電波TVK（1972年）
- タレントはボク、キミ、あなたTVK（1972年4月）
- パパはやく、ママが出ているTVK（1972年4月）
- TVK!やっぱりいいねおかあさん（1972年5月）
- すぐそこのニュースが茶の間にTVK（1972年5月）
- TVKism （ismはInformation Sports Musicの意味がかかっている）
- おかずテレビTVK（1993年 - 1996年頃）
- サクッと見せる!!TVKテレビ（1995年）
- ジャンプ2乗 TVKテレビ（1995年 - 1997年頃）
- あれ?これ!TVK
- ホネつきテレビ（1998年頃）
- テレビ〜ニョ[61]（1999年 - 2004年3月）
- Good-bye TVKテレビ（2004年4月 - 2004年5月9日）
- ヨコハマ開放区 （2004年5月10日 - ）
- かながわワールド〜あすの地球と子どもたち（2007年 - 2008年、開局35周年記念）
- 地デジは3ch tvk（2009年4月 - 2017年3月）
- ヤルジャン! 45（2017年 - 2018年、開局45周年記念）
- ヤルジャン! tvk（2018年4月 - 2022年4月）
  - このキャッチフレーズでのロゴマークは、かつての「TVKテレビ」のロゴマークをレタリングしたデザインとなっている。
- 感謝のカタチ（2022年5月 - 2023年3月、開局50周年記念）

## イメージキャラクター
- テレビ〜ニョ（1999年4月 - 2004年3月）
- tvkids（アース、ピース、キース）（開局35周年記念、伊藤有壱がデザイン）
- カナガワニ（2012年）（開局40周年記念として実施されたWEB・携帯サイトによるキャラクター総選挙により初選出。カナガワニはしゃべらない）
- トーンバード（2012年）（カナガワニの傍にいる仲良しの黒い鳥。頭にト音記号がついている。「カナガワニエン」ではMCの山崎樹範の傍でナレーションを兼ねて進行をする。普段のCMではカナガワニの近くで「ヤルジャン! tvk♪」と歌っているが、たまにカナガワニが口を開いて上に飛ばされる
  - キャラクター総選挙の結果は以下の通り。
    - 1位：「カナガワニ」
    - 2位：「かなべ〜」
    - 3位：「かなみぃ」
    - 4位：「トンガリくん」
    - 5位：「カナリア嬢」
    - 6位：「かなブン」
    - 7位：「中華GUY」
    - 8位：「テレ神」
    - 9位：「カピタン・カナガワ」
    - 10位：「カナケン」

## お天気カメラ
現在
- テレビ神奈川本社屋上（2007年12月10日 - ）
2007年夏にスカイタワーのお天気カメラが故障を起こし、スカイタワーカメラの故障時対策として急遽設置された。中心部の横浜の光景や晴れ渡ると見事な富士山が撮影できるカメラだが、あくまでメインはスカイタワーカメラとされ、使用される頻度は高くない。2008年の元日にはフィラーで初日の出の模様がスカイウォークカメラと交互に放映された。2011年4月改編で新たに始まった昼ワイド「ありがとッ!」においては、比較的多用されているカメラでもある。
- 横浜港大さん橋ふ頭ビル屋上（2013年3月29日 - ）
横浜スカイウォークに設置されたカメラの運用終了に伴う設置。
- 山北中継局（2022年4月1日 - ）
開局50周年記念企画として設置。『テレビ富士山』としてtvk公式YouTubeで24時間リアルタイムで放送を行う[62]。

過去
- 横浜そごう屋上（1985年9月 - 1998年3月）
稼動当時、横浜そごうの定休日にはカメラが使えず、放送開始前のテストパターン時間帯には「花畑の花を映した静止画像」や「主調整室（マスター）・副調整室（サブ）を撮影した静止映像」などをお天気カメラ映像の「代用」としていた。
- 横浜スカイウォークスカイタワー（1989年9月 - 2013年3月28日）
スカイタワーカメラがメンテナンスや故障などで使用できない場合は、本社屋上カメラや河川事務所の監視カメラを利用することもある。2007年7月にHD対応へと機材更新されている。
- 秦野市役所屋上（2012年 - 2019年）
秦野市と連携。同市の情報を内外に発信する手段の一つとして、同市役所屋上に設置[63]。ここからの映像は天気予報の背景映像や番組中のインサート画像として使用。横浜市以外にtvkが設置した情報カメラとしては初となる。

## 放送施設・スタジオ
本社・演奏所
〒231-8001 横浜市中区太田町2-23 横浜メディア・ビジネスセンター内

### かつて存在した施設
旧本社・演奏所（放送センター）
〒231-8542 横浜市中区山下町69-1（現在はマンションの駐車場になっている）
旧業務センター
〒231-0023 横浜市中区山下町123-1 クリードビル内
横浜メディア・ビジネスセンターの社屋に移転するまでは、旧本社（山下町旧社屋）が非常に狭隘な地にあったため、放送関連部署以外（営業部など）は別の場所での業務だった。1995年9月まではシルクセンターなど数ヶ所に分散、1995年10月以降は旧本社から近くの横浜クリードビル。TVK本社演奏所は「放送センター」と呼び、シルクセンター内の業務室やクリードビルは「業務センター」の呼称だった。

### 横浜メディア・ビジネスセンター （Yokohama MBC）
第1スタジオ（2F - 中3F、HD、69坪）
saku saku[HD]、カルチャーSHOwQ〜21世紀テレビ検定〜[HD]、オンガクのDNA[HD]、Hi!横濱編集局[HD]、コンシェルジュ神奈川[HD]、Just Japan[HD]、岡崎五朗のクルマでいこう![HD]、KICK OFF F・Marinos[HD]などさまざまな番組を収録するメインスタジオ。サブ、カメラなどはすべて新規購入（マルチフォーマット対応）。カメラは3台（「カルチャーSHOwQ」はハンディカメラを含めて4カメから5カメで収録）。
このようにメインスタジオが2階にあるが、他局の新社屋のように大規模エレベータ や搬入路 が存在しない。そのため、例えば「新車情報」のように自動車をスタジオに搬入したり、大規模大道具が搬入できないなどの問題 がある。しかし、そのような番組の収録については1階のヨコハマNEWSハーバーで行えば良いと判断し、あえて設置しなかった経緯があるものの、その1階も（あくまでスタジオではないことから）大規模搬入口はないが、国産の中型自動車は搬入可能な間口は取られており、観音開きの二重ロック式防音扉が装備されている。
第1スタジオ副調整室（サブ、3F）

第2スタジオ（2F、HD）
tvk NEWSハーバー[HD]、News Link[HD]、猫のひたいほどワイド[HD]。猫のひたいほどワイド放送時のみ「猫ひたスタジオ」と称する。2スタは当初減価償却の問題もあり、山下町の2サブおよび2スタ・SEAスタジオの設備を移設（カメラに設置されていたプロンプターも山下町社屋で使用されていたものを移設）して運用していたが、2007年5月末からHD対応機器への更新工事のため一旦閉鎖し、同作業完了後の2007年7月30日よりHD対応スタジオ・サブとして使用を再開した。
スタジオ内には3台のカメラがあり、すべてプロンプター（HD画角）装着の無人カメラ（2サブからリモートコントロールにて駆動）である。
第2スタジオ副調整室（サブ、2F。第2スタジオに隣接）

主調整室（マスタールーム、3階）
現在のマスターおよびCMバンクはNEC製で、2015年4月6日より運用開始。
第4スタジオ（4F、HD）
報道制作・編成フロア内にあるオープンスタジオ。実質的に報道専用の顔出しブースである。名称の由来は4階にあるので4スタと呼ばれているに過ぎない。サブはマスターサブ（HD対応）を使用するが、4スタを実質的に駆動しているサブは4スタのデスク横に設置されている簡易送出設備（SD、2011年9月まで。後述）である。
稼働以来、山下町旧社屋の機材を移設して対応していたため、SD画質・画角4:3での放送となり、報道のHD取材映像も強制的にSD4:3にダウンコンバートされていたが、2011年9月24日から設備の更新工事に入り、同年10月3日よりHD機材に更新した上で運用を再開した。
tvkニュース、tvkスポットニュースなどで使用。
これら通常のスタジオ及びスタジオに準じる設備で制作・放送されていた番組がある一方で、「LOVE CHR」（終了）、「YOKOHAMA MUSIC EXPLORER」（終了）など、第1会議室で収録している番組もあった。

### かつて存在したスタジオ
第3スタジオ（2F、SD）※仮設のため現存せず
2スタ及び2サブ工事のため、2007年7月にスタジオロビーに仮設されていた。セットは2スタに設置してあったものを移設して対応。tvk NEWSハーバー、高校野球ニュース2007で使用された。サブはマスターサブ（一部番組では1サブ）を使用。
ヨコハマNEWSハーバー（1F、HD、180坪）※現存せず
1台の小型固定カメラとハンディカメラ（1 - 2台、状況に応じて脚をつけて固定カメラとして使用する）、計2 - 3台のカメラで運用。以前は「1230アッと!!ハマランチョ」「ありがとッ!」「猫のひたいほどワイド」「tvk NEWSハーバー」「新車情報」などでも使用されていたが、現在使用している番組はなく、「猫のひたいほどワイド」のセットもすべて撤去され空の状態である。なお、「猫のひたいほどワイド」は2021年4月5日放送より、第2スタジオに変更。サブは番組に応じて1サブもしくは2サブを使用する。同所専用のサブは存在しない。
同所はあくまでスタジオではなく、正面玄関及びロビーを兼ねたフリースペースである。これは本社ビルが容積率緩和措置を受けるために設けられたものでもあり、スペースの半分はオープンレストランとして使用されていることから、スタジオとしての使い勝手は非常に悪いといわれている。スタジオが2階以上に設置されているのも、これらと関係がある。『新車情報』の収録ではレストランの営業時間帯に行うこともあり、その雑音が原因で三本和彦は番組の降板を決めたという。
2023年現在、ヨコハマNEWSハーバーの跡地にeスポーツ高等学院横浜校ヨコハマeスタジアムとファミリーマートが開業している。

### 山下町旧社屋
山下町旧社屋の建設は1971年2月から開始され、約11か月後の1972年1月に竣工完成。主な建設会社は清水建設で、社屋のアルミサッシや防音ガラスなどは飯島硝子興業、社屋鉄筋構造体の建造は梶川産業、市川圧接、亀井組などの共同、防音シャッターは三和シヤッター設備、本社屋屋上照明は昭和ネオン工業所、エレベータ設備は東芝、放送機器電子機器設備、放送送信制御設備、スタジオマスター設備はNEC、東芝、TOAMCO社の共同などで、社屋は全25社の協力で完成した。本社屋演奏所竣工記念式典には当時の横浜市長、神奈川県知事、神奈川新聞社社主などが出席し、「火入れ式」と呼んだマスター（主調整室）設備と第1スタジオ、第1スタジオ副調整室などへの電源投入式典も行われた。

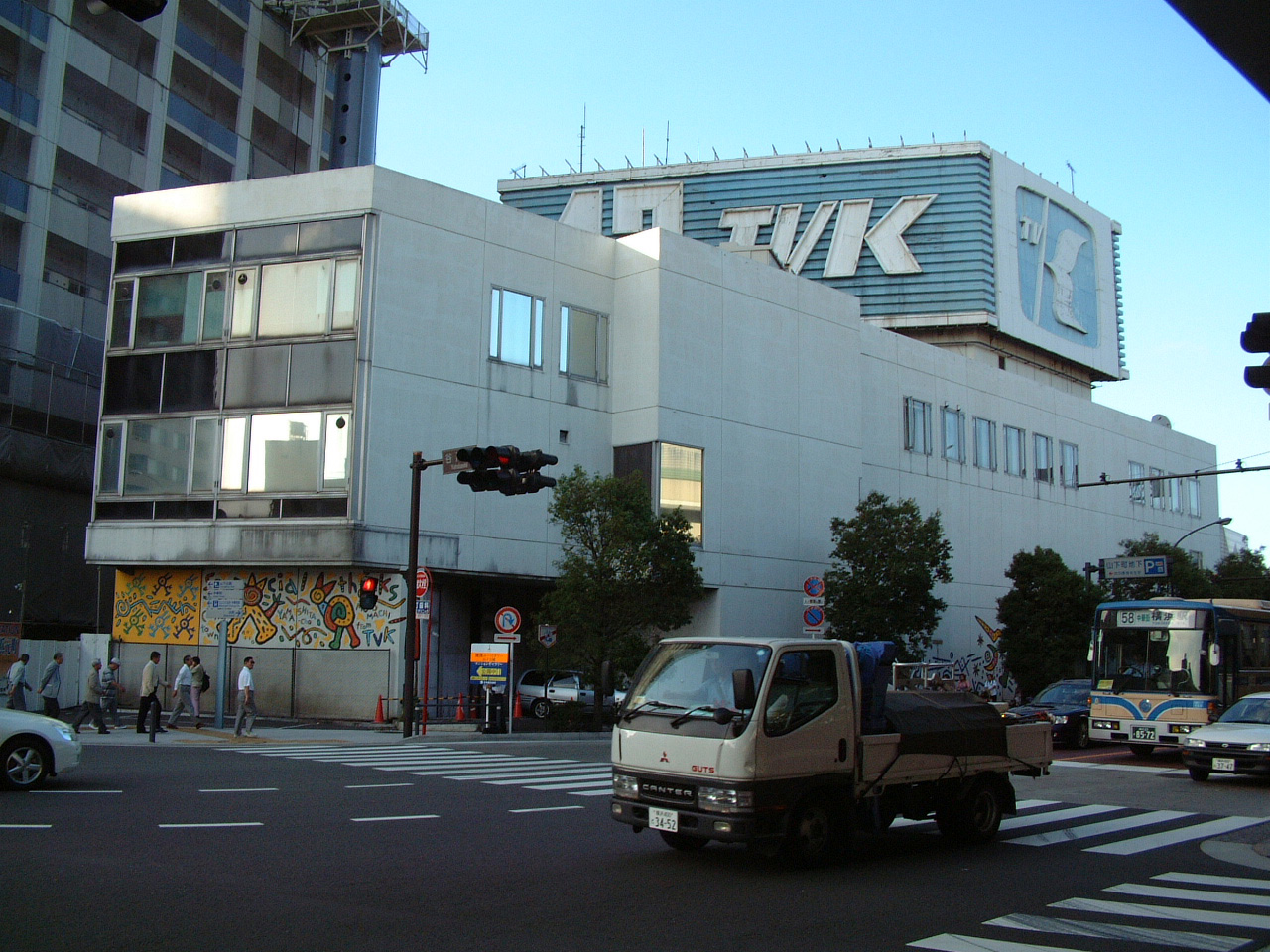
旧社屋

第1スタジオ（1F）
メインスタジオ。広さ198平方メートル（約60坪）。開局記念特番「はばたけTVK」（オープニングと一部の映像が16ミリフィルム、その他はスタジオからの放送）が最初の番組。その後、さまざまな番組（暮らしのワイド・リビングポート、新車情報、テレビグラフィック42番街、YWTVなど）に使用された。旧社屋末期には3台のカメラ（3台共に日立製）が常設されていた。なお一部特番ではスタジオ内にカメラクレーンを搬入して運用したこともある。
第1スタジオ・副調整室（1サブ、2F）
ステレオ音声多重放送対応の副調整室である。アナウンスブースを併設。
このアナウンスブースからはかつて、朝の情報生番組「モーニング・ブレイク」（VJ：有田真子）が放送されていた。有田は、ブース内に設置されたテクニクス製のCDプレーヤーを自ら操作しながら曲出しを行ったり、映像に合わせてビデオジョッキーを担当した。ちなみに第1回の放送ではアナブースの模様がハンディカメラによって撮影され、生放送された。
第2スタジオ（1F）
広さ66平方メートル（約20坪）。ニュースやミニ番組の収録などを想定して作られた小型のスタジオ。しかし、1スタからのOAでコストがかかっていた昼ワイドの省力化を目的とし「スタジオ・きょう」（60分→のち45分）開始（1980年）時に改装された。特筆すべきはサブからの遠隔操作で運用する無人リモコンカメラ（池上通信機製）が2台設置されたことで、これによりスタジオにはフロアディレクター以外のスタッフがいなくても放送運行が可能となった。
主に「日本大通り情報」「TVグラフィックおしゃべりトマト」「情報ステーション」「KICK OFF F・Marinos」「saku saku（saku saku morning call）」で使用されていた。
第2スタジオ・副調整室（2サブ、2F）
第2スタジオだけではなく、のちに稼働したSEAスタジオのサブとしても使用された。1サブ同様、2サブ内にもアナウンスブースを併設（開局時から2スタの機材更新までの間、ニュース用の簡易スタジオとしても使用し、その期間はブース内にニュース用の簡易セットおよび無人のリモコンカメラを常設）。
SEAスタジオ（3F）
1995年、社長室の一部を取り払いオフィス内に開設されたガラス張りのスタジオ（先述の通り、サブは2サブを使用）。「たてながHAMA大国」→「HAMA大国」、PUFFY、Say a Little Prayerの生放送時の「saku saku morning call」、ニュース、スポーツ番組（1998年の横浜ベイスターズ優勝特番も含む）はここから放送。SEAスタジオの名称は一般公募で決まった。「SEA」はオフィスが見える「see」の意味と横浜の海、そして「S」にSports、「E」にEntertainment、「A」にAreaをかけた。その後「SEA戦略」と局のステーションポリシーにも使用。第2スタジオ同様、小回りが利くため重宝された。「HAMA大国」放送中に小学生の社会見学でガラス越しに子供が手を振るのは、恒例だった。
主調整室（マスタールーム、2F）
TVKテレビのマスターコントロール室で、マスター設備はNEC製。ここから鶴見親局（三ツ池送信所）のコントロールや番組の送出を行っていた。マスタールームに隣接した「CMバンク」は1992年頃にD2-VTRのカートラック方式に更新され、続いて、「番組VTR室」の1インチVTRもD2-VTRに更新された。CMバンクには、提供コメント（提クレ）を送出する為の音声パック装置も備えられていたり、CMバンク室に隣接した場所に「天気」画面描画用マッキントッシュPCやグラフィック装置があった。また、マスタールームの入口ドア左側の棚には「お待ち」と呼ばれた「しばらくお待ち下さい」（ガチャ目電波のTVKカラス）のテロップカードも常時備えられ、放送事故時はテロップ装置にそれを差し替えて放送していた。また、このマスタールーム内には「お天気カメラ」のコントロール卓も設置されており、旧横浜そごうの屋上カメラや横浜ベイブリッジ設置カメラのコントロールもここから行っていた。ちなみに、マスタールームと上記「番組VTR室」隣との間には「テロップ送出架」があり、1972年の開局時から使用していた紙カード写植による「テロップ送出装置」も備えられていた。番組の運行中にリアルタイムで送出する「制作著作 TVK」「STEREO」「BILINGUAL」等のテロップもここで送出していた（同装置は1990年頃に新装置に更新され、その後は電子テロップ装置のサブ機として現用されていた）。
なお、旧社屋竣工当時（1972年）に上記「番組VTR室」に導入されたVTRは、東芝アンペックス製（TOAMCO製）2インチVTR（2インチスーパーハイバンドカラーVTR）が2台であり、1台は中継回線や外部からの中継収録に使用され、もう1台はビデオテープ番組の運行などに使用されていた。※1インチカラーVTRへの更新年度は1980年代であるが現在のところ詳細は不明。
報道顔出しブース（報道部内）
SEAスタジオが稼働するまで、報道部の一角に簡便な顔出しブースが作られており、ここから午後ワイド内のミニニュースが放送されていた。また一時期は夕方と夜のニュースもここから放送されていた。
その後、同じフロアの報道部至近にSEAスタジオが完成したことに伴い、すべてのニュース番組もここから放送されることとなり、顔出しブースは廃止された。

## 放送チャンネル

### サービスエリア
視聴エリアは、神奈川県のほぼ全域、および東京都、埼玉県、千葉県、静岡県 、山梨県の一部地域、2006年7月からケーブルテレビを通じて山梨県中西部および静岡県東部 などの一部地域も加わる（放送のエリア図）。
2004年12月1日12:01に地上デジタル放送（18ch・リモコンキーID・3）を開始した。開始時の放送エリア (10W） は横浜市、川崎市の大部分（両市の北部を除く）および横須賀市、東京都の一部となっていた。2005年12月1日には平塚送信所(100W)が開局し、鶴見送信所の出力もフルパワー（1kW）となったため神奈川県東部の全域と千葉県の一部と湘南地区の大部分（三浦半島の一部を除く）でも視聴できるようになった。なお、2007年3月には小田原デジタル中継局が本放送を開始（エリアは南西部と静岡県伊豆半島東部）した。また、データ放送は2005年4月より自治体情報を中心に開始、ワンセグも2006年6月1日に開始している。

### デジタル放送

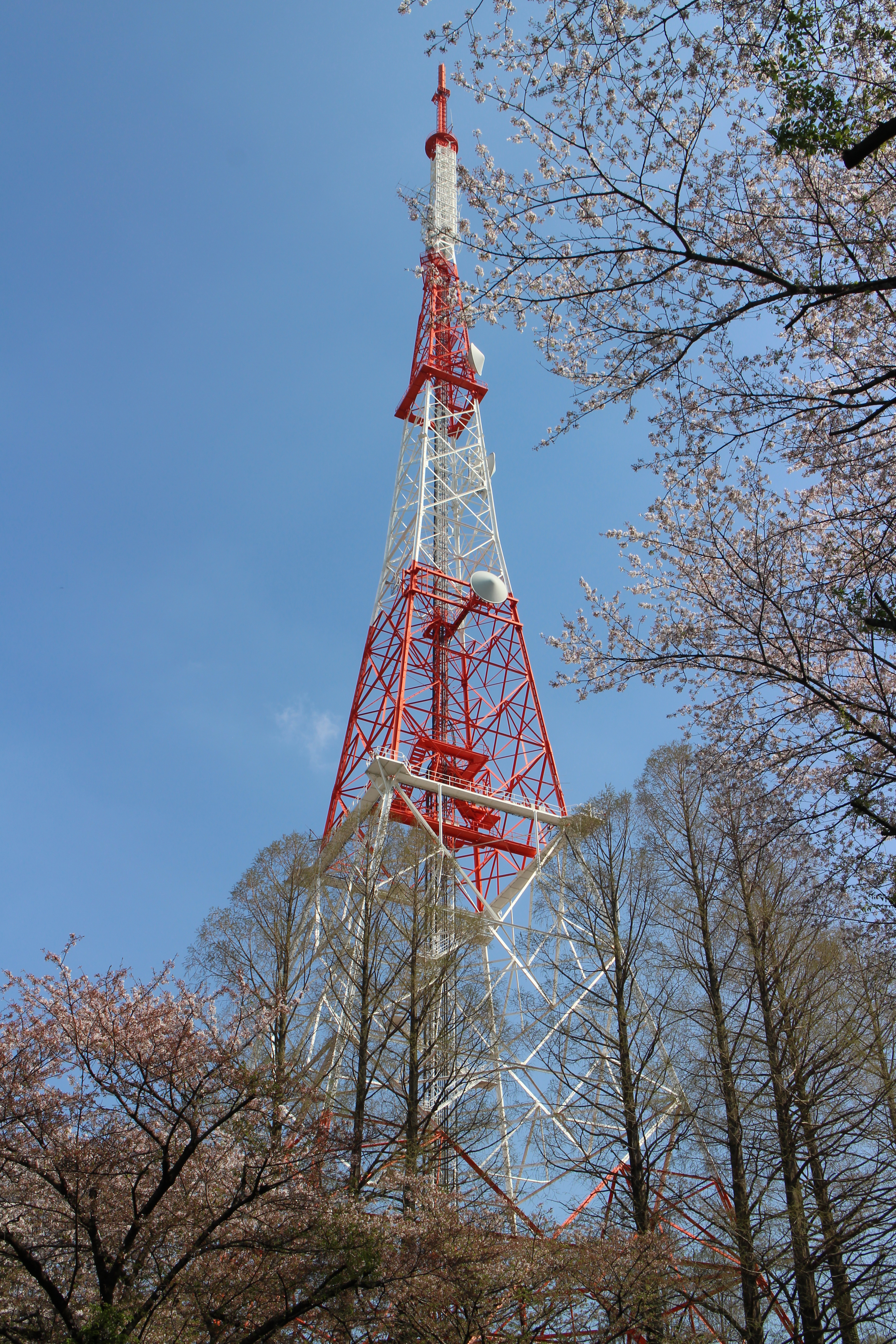
三ツ池送信所（横浜市鶴見区三ツ池公園）

- リモコンキーID - 3。TOKYO MXを除く関東全独立局も3が使われる。
- 3桁（フルセグ） - 031、032、033。
- 3桁（ワンセグ） - 631、632（ワンセグ臨時[注 47] ）。

| 送信所・中継局名   | 物理チャンネル 中心周波数 | 空中線電力 | 実効輻射電力 | 中継局置局箇所                    | 偏波面                             |
| ------------------ | ------------------------- | ---------- | ------------ | --------------------------------- | ---------------------------------- |
| 横浜鶴見送信所     | 18ch 503.142857 MHz       | 1 kW       | 12.5 kW      | 三ツ池公園                        | 水平                               |
| 平塚中継局         | 18ch 503.142857 MHz       | 100W       | 370W         | 湘南平                            | 垂直                               |
| 小田原中継局       | 31ch 581.142857 MHz       | 10W        | 120W         | 真鶴岬                            | 水平                               |
| 南足柄テレビ中継局 | 35ch 605.142857 MHz       | 1W         | 3.5W         | 21世紀の森                        | 水平                               |
| 湯河原中継局       | 37ch 617.142857 MHz       | 100 mW     | 185 mW       | 一本松                            | 垂直                               |
| 愛川中継局         | 17ch 497.142857 MHz       | 1W         | 3.1W         | 内山                              | 水平                               |
| 箱根湯本中継局     | 47ch 677.142857 MHz       | 1W         | 4.2W         | 箱根湯本                          | 垂直                               |
| 横須賀武中継局     | 17ch 497.142857 MHz       | 990 mW     | 3.4W         | 武山中腹                          | 垂直                               |
| 仙石原中継局       | 35ch 605.142857 MHz       | 300 mW     | 1.2W         | 丸岳中腹                          | 垂直                               |
| 相模湖中継局       | 18ch 503.142857 MHz       | 300 mW     | 1.15W        | 嵐山山頂                          | 水平                               |
| 津久井中継局       | 17ch 497.142857 MHz       | 300 mW     | 610 mW       | 三ヶ木馬場                        | 垂直                               |
| 久里浜中継局       | 17ch 497.142857 MHz       | 300 mW     | 1.85W        | JERA横須賀火力発電所西側          | 北方向（水平）：西方向（垂直）     |
| 逗子中継局         | 17ch 497.142857 MHz       | 1W         | 7.6W         | 披露山公園                        | 東方向（垂直）：西方向（水平）     |
| 横須賀鴨居中継局   | 18ch 503.142857 MHz       | 100 mW     | 250 mW       | 横須賀市立上の台中学校東側の山    | 水平                               |
| 秦野中継局         | 17ch 497.142857 MHz       | 1W         | 2.3W         | 権現山山頂                        | 垂直                               |
| 湯ノ沢中継局       | 17ch 497.142857 MHz       | 10 mW      | 72 mW        | 湯ノ沢団地                        | 水平                               |
| 笹下中継局         | 17ch 497.142857 MHz       | 100 mW     | 660 mW       | 笹下中央公園                      | 水平                               |
| 釜利谷中継局       | 17ch 497.142857 MHz       | 100 mW     | 350 mW       | 金沢動物園                        | 垂直                               |
| 秦野菩提中継局     | 35ch 605.142857 MHz       | 50 mW      | 69 mW        | 子の神社                          | 水平                               |
| 大船中継局         | 17ch 497.142857 MHz       | 1W         | 5.8W         | 大船観音付近                      | 垂直                               |
| 衣笠中継局         | 17ch 497.142857 MHz       | 1W         | 4.1W         | 衣笠山                            | 水平                               |
| 中井中継局         | 17ch 497.142857 MHz       | 100 mW     | 380 mW       | 大字久所富士見台                  | 水平                               |
| 鎌倉中継局         | 17ch 497.142857 MHz       | 300 mW     | 430 mW       | 鎌倉市役所本庁舎屋上              | 水平                               |
| 戸塚中継局         | 17ch 497.142857 MHz       | 1W         | 3.1W         | 秋葉台公園近隣                    | 水平                               |
| 青野原中継局       | 33ch 593.142857 MHz       | 15 mW      | 135 mW       | 三角山                            | 水平                               |
| 箱根強羅中継局     | 35ch 605.142857 MHz       | 1W         | 2W           | 宮城野                            | 水平                               |
| 相模原中継局       | 33ch 593.142857 MHz       | 3W         | 53W          | 東京都八王子市裏高尾町 域外中継局 | 水平                               |
| 小田原東中継局     | 31ch 581.142857 MHz       | 3W         | 53W          | 曽我山                            | 水平                               |
| みなとみらい中継局 | 49ch 689.142857 MHz       | 3W         | 27W          | 横浜ランドマークタワー屋上        | 北西方向（水平）：南西方向（垂直） |
| 藤野中継局         | 33ch 593.142857 MHz       | 300 mW     | 950 mW       | 鉢岡山                            | 水平                               |

- 平塚デジタル（SFN=同一周波数送信）もアナログ同様、垂直偏波である。これを知らない視聴者が、垂直偏波非対応の簡易アンテナを購入し、受信できないと訴えるクレームが多発したため、都内を含む家電量販店に「平塚局は垂直偏波です」という注意書きがはり出される騒動があった。
- 基本的にデジタル中継局は、廃局となったアナログ中継局に併設の形で設置している。
- なお、これ以外のアナログ中継局は、デジタル中継局の併設はなく、アナログ放送終了（2011年（平成23年）7月24日（日）24時の停波）をもって、そのまま廃局となった。また、藤野中継局の開局を以って神奈川県内のデジタル中継局の整備が完了した[67]。

### アナログ放送
2011年7月24日の停波時点

#### 送信所
- 横浜市鶴見区三ツ池公園
  - 42ch 映像周波数645.25 MHz・出力10kW（ERP125kW）、音声周波数649.75 MHz・出力2.5 kW（ERP31kW）

#### 中継局
- ◆山下町（山下町SSKビル） 63ch（SHF）
- ◆横浜みなと（横浜ランドマークタワー） 48ch
- 鶴ヶ峰 34ch
- 根岸岡村 47ch
- ●大船 38ch
- ●逗子 47ch
- 横須賀逸見 47ch
- 衣笠 44ch
- 大矢部 38ch
- 横須賀鴨居 53ch
- ●横須賀武 47ch
- ◆（南方向は●）久里浜 47ch
- ◆●平塚（湘南平） 31ch - 基幹中継局
- ◆●秦野 61ch
- ◆湯ノ沢 32ch
- ◆南足柄 45ch
- ◆山北 46ch
- ◆小田原 46ch
- ◆●湯河原 51ch
- ●仙石原 48ch
- 愛川 33ch
- 串川 44ch
- 青野原 45ch
- ●津久井 48ch
- 相模湖 47ch
- 藤野 59ch
  - ◆…キー局共建 ●…垂直偏波
  - 横浜みなと局開局の際は「キー局もTVKもこれ1本」というUHFアンテナ設置キャンペーンが行われた。

## 区域外再放送
太字の局はパススルー再放送をしている。
- 東京都
  - 多摩ケーブルネットワーク
  - 豊島ケーブルネットワーク
  - 多摩テレビ
  - ケーブルテレビ品川
  - 東京ケーブルネットワーク
  - ジェイコム東京
    - 東エリア局
    - 西エリア局
    - 南エリア局
    - 西東京局
    - 板橋局
    - 世田谷局
    - 調布局
    - 町田・川崎局
    - すみだ・台東局
    - 東京北局
    - 港・新宿局
    - 足立局
    - 大田局
    - 中野局
    - 八王子・日野局
    - 多摩局
    - 武蔵野・三鷹局
    - 江戸川局

  - BAY NET
  - イッツ・コミュニケーションズ

- 埼玉県
  - 蕨ケーブルビジョン
  - 狭山ケーブルテレビ
  - 飯能ケーブルテレビ
  - ジェイコム埼玉・東日本
    - さいたま局
    - 東上局
    - 所沢局
    - 川越局
    - 埼玉県央局
    - 越谷・春日部局
    - 草加局
    - 熊谷・深谷局
    - 川口・戸田局

  - 入間ケーブルテレビ
  - ケーブルテレビ久喜

- 千葉県
  - ジェイコム千葉（一部地域を除く）
    - YY船橋習志野局（八千代エリアのみ）
    - 市川・浦安局（浦安エリアのみ）
    - 木更津局
    - 東関東局
    - 千葉セントラル局

  - いちはらコミュニティー・ネットワーク・テレビ
    - イースト局（旧イースト・コミュニケーションズ）

  - 千葉ニュータウンセンター
  - 広域高速ネット二九六
  - 成田ケーブルテレビ

- 群馬県
  - ケーブルテレビ館林

- 栃木県
  - 宇都宮ケーブルテレビ
  - 佐野ケーブルテレビ
  - 鹿沼ケーブルテレビ
  - ケーブルテレビ栃木（栃木・下野センター）
  - わたらせテレビ

- 茨城県
  - ケーブルテレビ（ケーブルテレビ結城・ケーブルテレビ筑西）
  - 土浦ケーブルテレビ
  - 古河ケーブルテレビ

- 山梨県
  - 河口湖有線テレビ放送
  - CATV富士五湖
  - 富士川シーエーティーヴィ
  - 上野原ブロードバンドコミュニケーションズ
  - 白根ケーブルネットワーク
  - 日本ネットワークサービス
  - 山梨CATV
  - 峡東ケーブルネット
  - 峡西シーエーテーブイ
  - 北富士有線テレビ放送
  - 北杜市ケーブルテレビ
  - 笛吹きらめきテレビ

- 静岡県
  - 伊豆急ケーブルネットワーク
  - 下田有線テレビ放送
  - 東伊豆有線テレビ放送
  - 小林テレビ設備
  - 小山町テレビ共聴組合
  - 東豆有線
  - 伊東アンテナ協会
  - 伊東テレビクラブ
  - TOKAIコミュニケーションズ
  - 新光アンテナ設備
  - シオヤ

※ひかりTVとスカパー!プレミアムサービス光・フレッツ・テレビは神奈川県以外では区域外再放送に同意していないため視聴不可。

## Ch-Yokohama
1995年2月11日からは全国のCATV向けに通信衛星スーパーバードB号機CS放送（ディレクTV）経由で、「Ch-Yokohama」（後に「Ch-Y」→「横浜ベイサイドテレビ」）として地上波の番組が同時放送されていた が、2000年9月30日のディレクTVのサービス終了と同時にこれらは全て終了している。これはスカイパーフェクTV!でなくディレクTVを選択した経営判断の失敗 であり、のちのTVKの経営に尾を引くことになる。ちなみに「Ch-Yokohama」（チャンネルヨコハマ）の前身は「TVKスーパーステーション」と云う名称であり、Ch-Yの名称が決定するまでの試験放送中は、「TVKスーパーステーション 試験放送中」のテロップが全番組に常時スーパーインポーズされていた。
「Ch-Yokohama」の元々の構想は、米国内で発達した通信衛星を利用したCATV局向け番組配信「スペースケーブルネット」の日本版を実現したかったという側面があった。「Ch-Y」は、後にTOKYO MX（当時の愛称は東京MXテレビ。これ以降、当該時期に応じ「東京MXテレビ」「TOKYO MX」を使い分ける）がディレクTVで始めた「東京情報MXテレビ」の先駆けであり、独立放送局が「日本版スペースケーブルネット」を実現した試みだった。
「Ch-Yokohama」のCATV向け本配信開始後、ネットしたCATV局は日本全国に12局存在した。それらのCATV局ではTVK（地上アナログ波UHF放送）の放送開始（ただし、カラーバーはCh-Y独自の物に差し替えられ、TVKのオープニングもカットされていた）から放送終了までの全番組とCMを視聴する事が出来た。但し、一部の番組（競馬中継や野球中継など）は著作権の関係上、衛星のアップリンクセンター側で「お天気カメラ」の映像などに差し替えていた。
「Ch-Yokohama」のCATV向け配信は、TVK（地上アナログ波UHF）三ツ池親局の電波を大手町又は青山で受信（エア受信）し、再送信用設備にアナログ波で送り、再送信マスター設備から衛星にアップリンクする方法が執られていた。このため、エア受信用アンテナが台風などの強風時や不良時にはゴーストが乗った状態やビートノイズが乗った状態で全国のCATV局に配信された事もあった。

## 社史・記念誌など
- テレビ神奈川35年史 tvk the 35th anniversary 1972-2007（テレビ神奈川・編）2007年12月発行、215ページ。
- 横浜の“ロック"ステーション TVKの挑戦（ライブキッズはなぜ、そのローカルテレビ局を愛したのか?）（兼田達矢：著、DU BOOKS）2021年11月発行、352ページ。
- テレビ神奈川50年史 = tvk the 50th anniversary : 2008-2022（テレビ神奈川・編）2023年3月発行、87ページ。

## 関連施設
- ヨコハマNEWSハーバー（横浜メディア・ビジネスセンター1F）
- 関内ホール（横浜市からの管理業務委託）

## トラブル・問題点

### 番組関連
- 人気番組「saku saku」においてキャラクター「増田ジゴロウ」を巡る肖像権や著作権など金銭や権利が絡んだ問題が発生し、2005年7月に番組から増田ジゴロウ他のキャラクターが引き上げられる事態が発生した。詳しくは増田ジゴロウ・ペパーsakusaku降板問題を参照。
- テレビ神奈川制作の子供向け番組「みぶりてれび」において、レギュラー出演者である振付師が放送禁止用語を意味する英文が書かれた衣装を着用し、番組に出演したことが問題となり番組公式サイトなどで謝罪した。詳しくはみぶりてれび#衣装問題を参照。

### 社屋・機材など
地上デジタル放送開始当初は、機器の減価償却の関係でHD率は高くなかった。周辺の独立放送局と比べて大幅に後れをとっていたが、2007年4月に小型HD中継車およびワイヤレスENGカメラを導入、5月にデジタルFPUの運用開始、その後2007年7月30日より2サブがHD化されたことで、飛躍的にHD率が向上した。買取番組や過去番組の再放送・再編集版を除けば、SD制作番組は少なくなっている。2008年のHD率は約33%としているが、ニュース素材などは一切HD化されていなかった。その後2010年4月から一斉にニュース素材のHD化が行われ、本社や各支局の取材映像はHDへと移行した。これによりパッケージのHD化が既に完了していたテレ玉やTOKYO MXに遅れをとっていたHD化率も若干の向上がみられた。
2008年度末からは順次、スポーツ中継のHD化が進行しているものの、YOKOHAMAベイスターズナイターのHD化は会場の設備の都合などから当初予定の2009年度開始が見送られ、ようやく2010年度からHD化された。恒常的にHDによるスポーツ番組制作を自前で行うために不可欠なのは、自社所有大型中継車のHD化であるが、2014年現在は大型中継車を保有しておらず、代替としてワンボックスカー（トヨタ・ハイエース）を用いた簡易的なHD中継車を保有している。